# المرأة في إيطاليا
شهد الوضع القانوني والاجتماعي للمرأة الإيطالية العديد من التغيرات السريعة والجذرية خلال العقود الماضية، مما أدى إلى حدوث العديد من التعديلات في قوانين الأسرة، والقوانين والإجراءات التي تهدف إلى مكافحة التمييز بين الجنسين، وإدخال العديد من التعديلات على قانون العقوبات، ولا سيما فيما يتعلق بجرائم العنف ضد المرأة.

## التاريخ

### العصور الوسطى وعصر النهضة

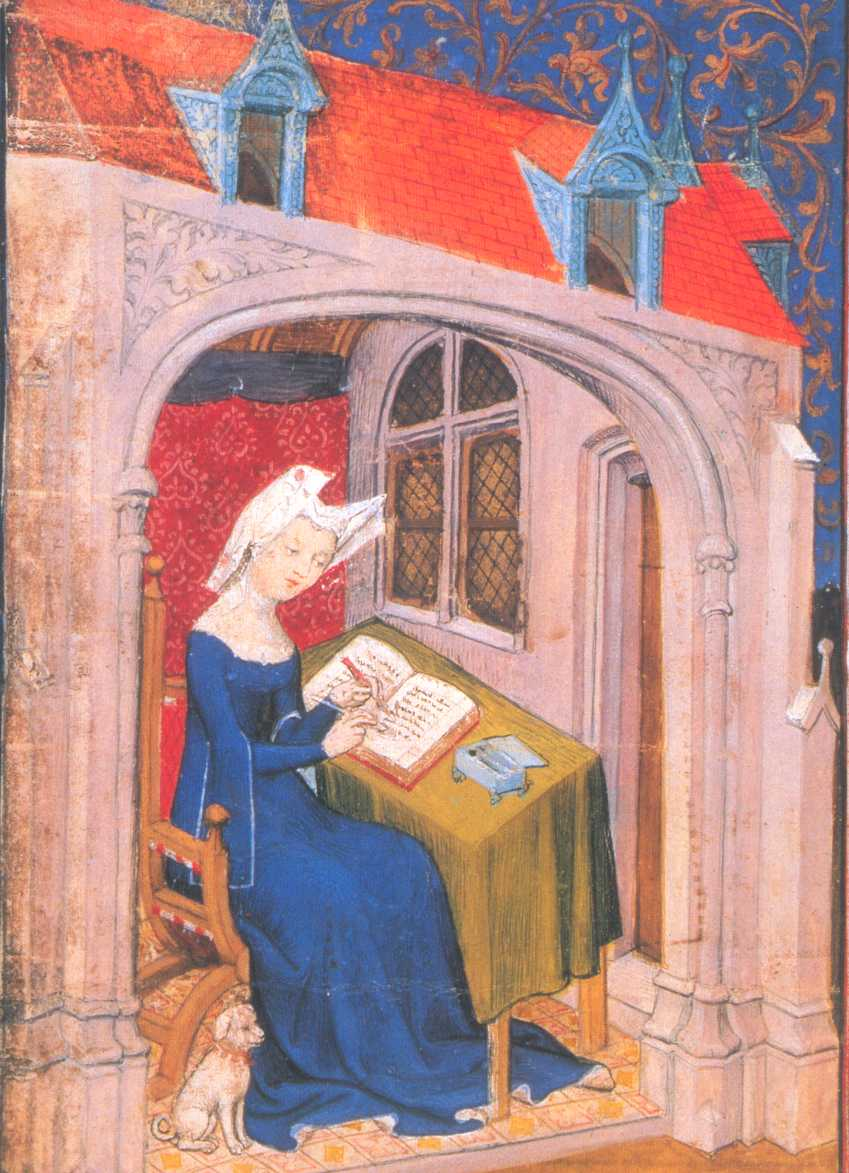
كريستين دي بيزان

في ذلك العصر كان الأب هو الشخص المسيطر على العائلة وهيكلها الاجتماعي، ولذلك لم تكن تسند العديد من الأدوار إلى المرأة سواء داخل أسرتها أو في المجتمع ككل. وعلى الرغم من ذلك نجد أن بعض النساء نجحن في الحصول على التركة بعد موت أزواجهن مثل ماتيلدي دي كانوسا. ونجد عدد من النساء اللاتي حصلن على أدوار قيادية داخل الأديرة مثل كايارا دي أسيزي، وكاترين دا سيينا.
وفي عصر النهضة الذي امتد بين القرنين الخامس عشر والسادس عشر اقتصر دور المرأة في المجتمع على تأدية الأدوار التقليدية مثل: الراهبة، والزوجة، والخادمة. في تلك الحقبة كانت نسبة التعليم مرتفعة بين نساء الطبقات الغنية، وبدأت النساء في المشاركة في الحياة الثقافية. وتصف الكاتبة كريستين دي بيزان -المولودة في مدينة البندقية في كتابها «مدينة النساء» والذي كتبته عام 1404- الجنس اللطيف بأنه لا يمكننا وصفه على أنه يعاني من النقص الفطري إذا ما قورن بجنس الذكور. وبعد قرن من ظهور كتاب كريستين دي بيزان، ستؤكد كاتبة إيطالية أخرى نفس المفاهيم في روايتها أورانيا. ونجد بعض النساء اللاتي حالفهن الحظ وسمح لهن وضعهن الاجتماعي في الحصول على التعليم.
ونجد بعض النماذج النسائية الأخرى التي سمح لها والدها أو زوجها بتنمية مواهبها الفنية والثقافية. فيذكرنا التاريخ الإيطالي بوجود بعض النساء النبيلات اللاتي نجحن في أن يصبحن مشهورات بسبب قدراتهن الفكرية المميزة مثل: لوكريسيا تورنابوني والتي كانت تعيش في مدينة فلورنسا، وفيرونيكا جامبارا والتي كانت تعيش في مدينة كوريجو، وفيرونيكا فرانكو وموديراتا فونتي واللتان كانتا تعيشان في مدينة البندقية، وفيكتوريا كولونا والتي كانت تعيش في مدينة روما. بالإضافة إلى تلك الأسماء نجد أسماءً أخرى لمع نجمها في الحكم والأسر النبيلة والتي كانت تسيطر على إيطاليا في تلك الحقبة مثل إيزابيلا دي إيستي، وكاترين دي ميديشي، ولوكريسيا بورجيا.
ونجد في مجال الفنون ولا سيما الرسم بالوتيلا نيللي، وسوفونيسبا أنجويسولا، وتاركوينا مولتسا في مجال الموسيقى. وفي النصف الثاني من القرن السادس عشر، ظهرت الكوميديا المرتجلة والتي أدت إلى ظهور النساء فوق خشبة المسرح. وتعد إيزابيلا أندريني أول ممثلة تكتسب شهرة واسعة على مستوى أوروبا كلها، بعدما أدت دورًا هامًا في كوميديا «حملة الغيورين» بين عامي 1578 و1604، والتي جالت عددًا من البلدان الأوروبية مثل: إيطاليا، فرنسا، وإسبانيا، وبولندا، وانجلترا، وألمانيا. وبالتالي نجد أن المسرح والكوميديا فتحا للمرأة أبوابًا وفرصًا عظيمة كي تشارك في المجتمعات التي كانت تعيش فيها.

### عصر النهضة والعصر النابوليوني

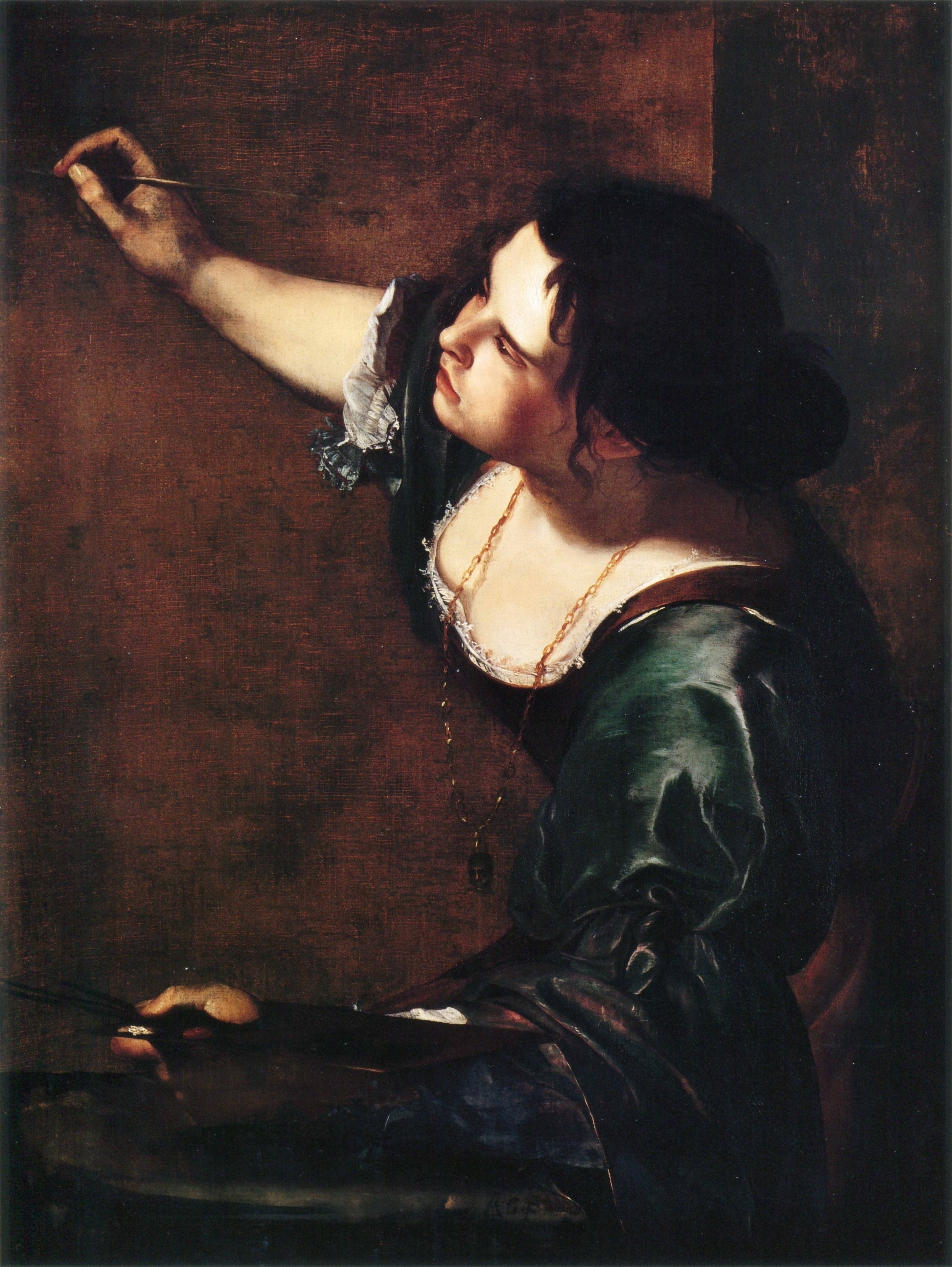
أرتيميسا جنتلسكي

وفي بداية القرن السابع عشر، كان الظهور النسوي على الساحة الفكرية قد تأكد بالفعل منذ فترة كبيرة، حتى وإن ظلت تلك المشاركة حكرًا على نساء الطبقات الغنية. من بين تلك النساء اللاتي لمع نجمهن في القرن السابع عشر نجد الملحنة ليونورا باروني والرسامة أرتيميسا جنتلسكي. وفي عام 1678 حصلت إيلينا لوكريسيا على درجة جامعية في الفلسفة من جامعة بادوفا، لتكون بذلك أول امرأة إيطالية تحصل على تلك الدرجة العلمية. بالإضافة إلى ذلك نجد بعض النساء الإيطاليات اللاتي وجدن فرصة للعمل في الأديرة وفي المسرح الغنائي مثل باربارا ستروتسي وأنا رينزي، التي تعد أول مغنية أوبرالية في التاريخ. في القرن الثامن عشر، نجد العديد من النساء الإيطاليات اللاتي أصبحن مشهورات في مجالي العلوم والفلسفة على حد سواء، فنجد: ماريا غايتانا أنيزي، ولورا باسي، وأنا موراندي، وكليليا بوروميو. ونجد العديد من السوبرانو الإيطاليات اللاتي لاقين شهرة كبيرة على الصعيد الأوروبي مثل: فرانشيسكا كوتسوني، وفاوستينا بوردوني، وفيكتوريا تيزي، وكاترين جابريللي، ولوكريسيا أوجُياري، وجوفانا سيستيني، وبريجيدا بانتي. وعلى الصعيد الأوروبي نجد العديد من النساء الإيطاليات الشهيرات مثل: الممثلة سيلفيا باليتي، والراقصة جوفانا باسي، والرسامة روزبيلا كاريرا، والملحنة ماريا مارجريتا جرماني، والمحامية ماريا بيليجرينا أموريتي، والكاتبة والناشرة إليزابيث كامينيه.وأتاحت الثورة الفرنسية والعصر النابوليوني -ولأول مرة- الفرصة للنساء للحصول على المناصب السياسية. فنجد في عام 1799 الشاعرة إليونورا دي فونسيكابيمنتيل والتي لعبت دورًا مهمًا في إقامة الجمهورية البارثينوبية، والتي لاقت حتفها ثمنًا لهذه المحاولة.

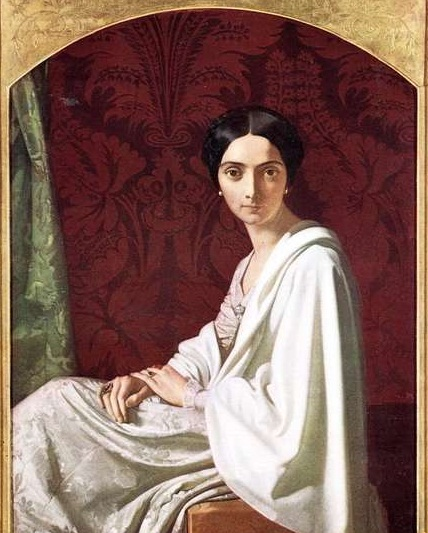
كريستينا بيلجويوزو

### عصر توحيد إيطاليا
تعد تلك الحقبة هي الحقبة الأهم التي شاركت فيها المرأة بصورة كبيرة ومعترف بها. في النصف الأول من القرن التاسع عشر نجد أن الصالونات الثقافية الأكثر تأثيرًا في تلك الحقبة والتي كان يجتمع بها الثوار والمثقفين والمفكرين الإيطاليين، كانت تدار من قبل نساء مثل: صالون بيانكا ميليزي مويون، وصالون ماتيلدي فيزكونتيني ديموبوفسكي، وصالون تيريزا كاساتي، وصالون كريستينا تريفولتسيو بيلجويوزو.ونجد العديد من النساء اللاتي كان لهن دورًا خاصًا ومهمًا ولا سيما في حركة جوزيبي مازيني، بدءًا بسارة ليفي ناتان، وصولًا إلى أنتونيتا دي باتشي وجوديتا بيليرو سيدولي. ونجد بعض النساء اللاتي لعبن دورًا على ساحات القتال والمعارك مثل: لويزا باتيستوتي ساسي التي شاركت في حملة خمسة أيام من ميلان، وكولومبا انتونيتي التي لاقت حتفها وهي تدافع عن الجمهورية الرومانية، وأنيتا غاريبالدي زوجة جوزيبي غاريبالدي، وروزاليا مونتاماسون التي شاركت في حملة الألف كممرضة، وأنوتنيا مازانيللو التي شاركت جنبًا إلى جنب مع جنود غاريبالدي.

### مملكة إيطاليا

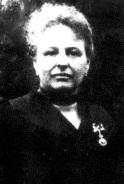
أنا ماريا موتسوني

أعلت الدولة الموحدة الجديدة من قدر الزوجات والأمهات اللاتي كان لهن دورًا كبيرًا في توحيد إيطاليا مثل أديلايدي كايرولي، ولكنها لم تمنح أية حقوق للمرأة. وفي تلك الفترة، لم يكن يسمح للنساء بالتصويت في الانتخابات. وفي عام 1865 نص قانون الأسرة على سيادة الذكور على الإناث، وكان يحتم على الإناث طلب الإذن من أزواجهن قبل القيام بأي قرار له صفة قانونية أو تجارية. وفيما يتعلق بقانون العقوبات، نصت المادة 486 والذي عُمم في ذلك الوقت على جميع أنحاء المملكة الإيطالية، على معاقبة المرأة الزانية بعقوبة تتراوح بين 3 شهور وعامين، وفي الوقت نفسه لم يكن يعاقب الرجل إلا في حالات محددة. في تلك الحقبة بدأت على الفور معركة النساء للحصول على حق المساواة وحق التصويت. في عام 1864 قامت الرائدة النسوية الإيطالية أنا ماريا موتسوني باستنكار التمييزات القانونية والتي تميز بين الرجال والنساء في المسائل القانونية، في «المرأة وعلاقاتها الاجتماعية بمناسبة إعادة النظر في القانون الإيطالي» وفي عام 1867 قدم النائب سالفاتوري موريلي مسودة أول قانون يسمح للنساء بحق التصويت، والتي رفضت بإجماع من مجلس النواب.
وأنشأت في تلك المرحلة أولى الجمعيات والصحف النسائية، فنجد آلايدا جيلبيرتا بيكاري التي أنشأت مجلة «نساء بادوفا» في عام 1868، وفي عام 1879 نجد أن ماريا موتسوني والتي أسست رابطة تعزيز المصالح الأنثوية في ميلان، للمطالبة بحق المرأة في التصويت، غير أن مجلس النواب الإيطالي كان يرفض كل اقتراح لإعطاء المرأة حق التصويت.

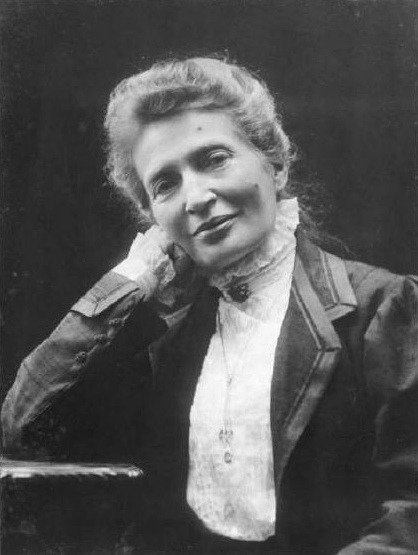
أنا كوليشوف

وفيما يخص التعليم، حصلت المرأة الإيطالية في عام 1874 على حق الدراسة في المدارس الثانوية والجامعات، ولكن في الواقع واصلت العديد من المدارس رفض التحاق الإناث بها. وكانت إرنستينا بابير -اليهودية ذات الأصل الروسي التي انتقلت إلى إيطالي في عام 1877- أول امرأة تتخرج في الطب في إيطاليا. وبعد ذلك وحتى عام 1890 بلغ عدد النساء الإيطاليات اللاتي حصل على شهادات جامعية 20 امرأة، ولكنهن لم يمتلكن حق الالتحاق بالعديد من الوظائف. وتعد ليديا بويت التي تخرجت في القانون عام 1881 أول امرأة إيطالية تلتحق بنقابة المحاميين في التاسع من أغسطس عام 1883، غير أنه تم إلغاء اشتراكها بموجب أمر من السلطة القضائية. وبقي اشتراكها معلقًا حتى تم قبولها مرة أخرى في عام 1920. وفي العقد التالي زاد عدد النساء اللاتي دخلن الجامعة ليصل إلى 237 امرأة. غير أن عدد كبير من النساء الإيطاليات في نهاية القرن التاسع عشر -مثل عالمة الفلك كاترينا سكاربيلليني وعالمة الآثار إيرزيليا كايتاني لوفاتيللي- ينتمي إلى ذلك الجيل من النساء اللاتي تلقين تعليمهن وثقافتهن خارج الجامعة.
كانت التغييرات التشريعية بطيئة للغاية. ولكن النساء الإيطاليات أحرزن تقدمًا كبيرًا في الأماكن التي كن يعانين فيها من الاستغلال، كالأراضي الزراعية والمصانع، حيث شاركت النساء في النقابات العمالية الأولى بإيعاز من القادة الاشتراكيين أمثال أنا كوليشوف وأنجيليكا بالابانوف. وفي عام 1901 كانت أرجنتينا ألتوبيلي بين أبرز الشخصيات التي أسست الاتحاد الوطني لعمال الأرض، أما في عام 1906 أصبحت أمين المنظمة، وستظل هكذا لمدة 20 عامًا حتى مجئ النظام الفاشي الذي قام بحل تلك المؤسسة. وفي عام 1902 أُقر أول قانون لحماية النساء العاملات، وأدى القانون إلى منع النساء من العمل في المناجم، وحدد ساعات العمل اليومية باثنتي عشرة ساعة.

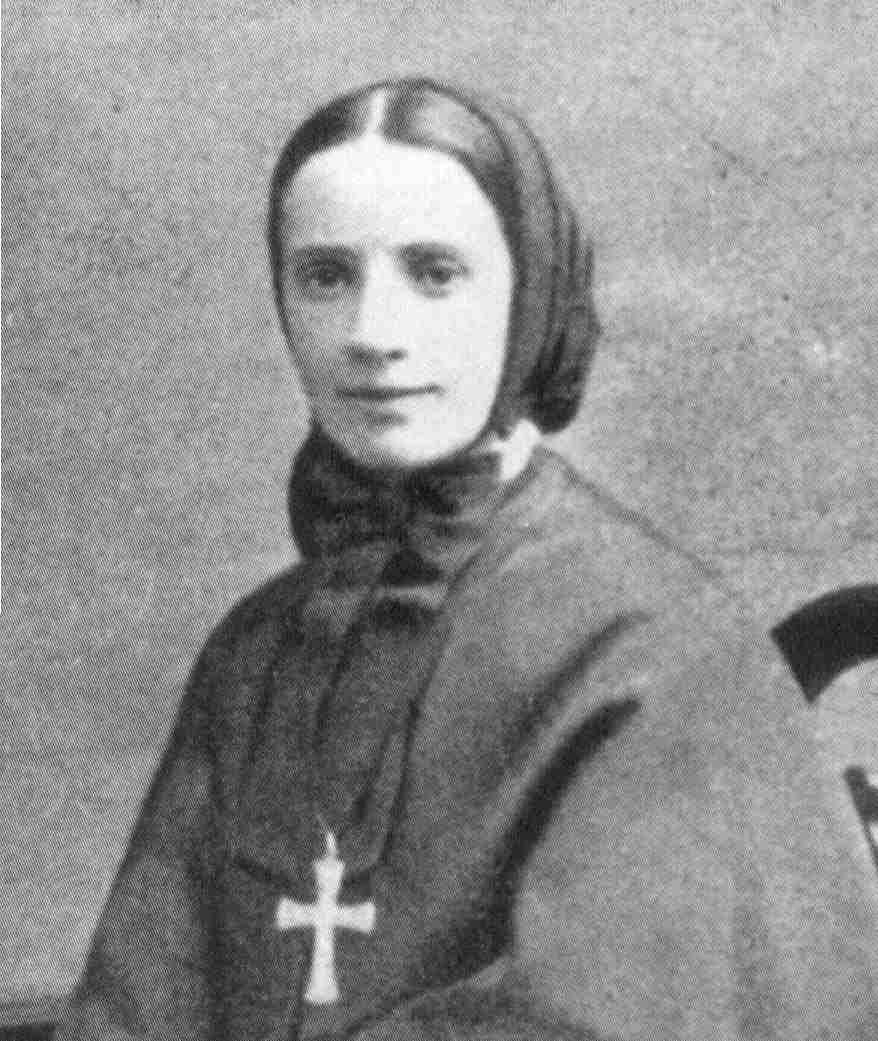
الراهبة فرانشيسكا كابريني

وكانت الراهبات تحصل على العديد من الفرص لممارسة الحياة الاجتماعية، فلم تكن الراهبات منغلقات في أديرتهن في القرن التاسع عشر، فكن يشاركن في العمل الخيري الذي تحول إلى عمل اجتماعي شديد الأهمية في تلك الفترة. فنجد من بين أولئك الراهبات الراهبة بينديتا كامبياجو فراسينيلو، والراهبة فرانشيسكا سافيريو كابريني التي أسست في عام 1880 في مدينة كودنيو اتحاد إرساليات القلب المقدس، والتي هاجرت بعد ذلك إلى الولايات المتحدة الأمريكية، وأسست العديد من مدارس رياض الأطفال، والمدارس، والمدارس الداخلية، ودور الأيتام، ودور المسنين، والمستشفيات.
اشتعلت المعركة من أجل تمكين المرأة ومنحها حق التصويت من جديد في بداية القرن العشرين. حيث أسست إيرزيليا مانيو في ميلانو عام 1899 الاتحاد الوطني للمرأة مع مجموعة من النساء اللاتي يندرجن تحت لواء الاشتراكية، وفي عام 1903 افتتح فرعًا لتلك المنظمة في روما بناءً على مبادرة من أنا فراينتسيل تشيللي. وفي عام 1904 تأسس المجلس الإيطالي للمرأة، والذي كان ينتمي للمجلس الدولي للمرأة، وتولت رئاسته جابريلا رازبوني سباليتتي. وفي عام 1908 نظم ذلك المجلس المؤتمر الأول لنساء إيطاليا والذي انعقد في روما، وافتتحه الأميرة إلينا دل مونتينيغرو، حيث حضرت ذلك المؤتمر العديد من نساء الطبقة النبيلة. وكان الهدف منه هو المطالبة بمنح نساء الطبقات العليا حق التصويت. علاوة على ذلك، تجمعت النساء المتدينات تحت راية ماريا كريستينا جوستنياني بانديني، وكان لديهن مفاهيم أكثر تحفظًا تماشيًا مع توجيهات الكنيسة، وقمن بإنشاء اتحاد النساء الكاثوليكيات الإيطاليات، والاتحاد النسوي الكاثوليكي بعد ذلك. وقامت أخريات بإنشاء صحيفة المرأة والعمل في عام 1909، والتي كانت تنتمي للأوساط الكاثوليكية واليسارية في الوقت نفسه.
في مايو عام 1912 وفي أثناء مناقشة مشروع قانون إصلاح النظام الانتخابي والذي كان قد أقر بأحقية الرجال غير المتعلمين أيضًا في التصويت، اقترح عدد من النواب منهم: جوزيبي ميرابيللي، وكلاوديو تريفيس، وفيليبو توراتي، وسيدني سونينو تعديل القانون بصورة تتيح للمرأة الحق في التصويت، غير أن رئيس الوزراء -جوفاني جوليتي- عارض ذلك وبشدة ووصف اقتراحهم بأنه «وثبة نحو الظلام». وتم تأجيل النظر في مشروع إصلاح القانون لينظر من قبل لجنة خاصة ونحي جانبًا بعد ذلك.

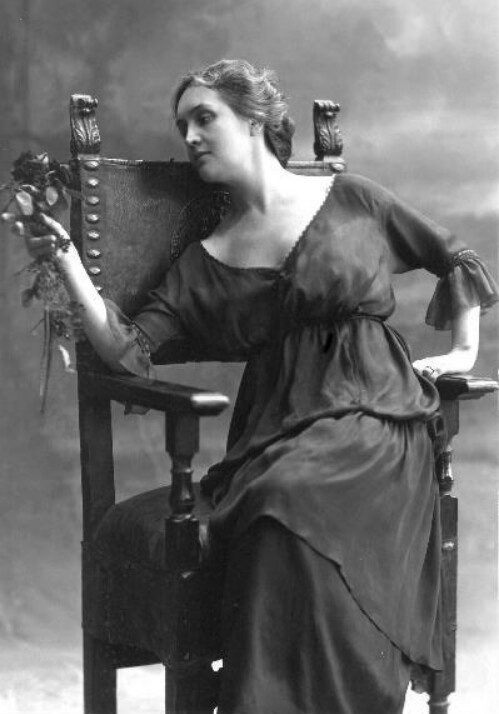
سيبيلا اليرامو

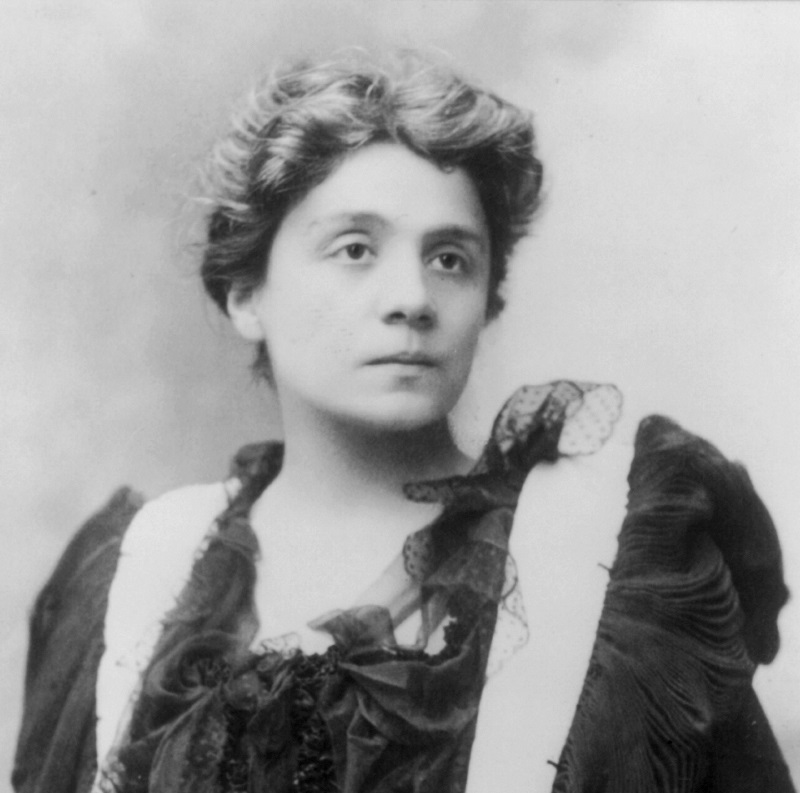
إليونورا ديس

أما في مجال الثقافة، نجد العديد من النساء المثقفات واللاتي ذاع صيتهن في مرحلة مملكة إيطاليا مثل: المخرجة السينيمائية إلفيرا نوتاري، والممثلات: إليونورا ديس، وليديا بوريللي، وفرانشيسكا بورتيني، والكاتبات: ماتيلدي سيراو، وسيبيلا اليرامو، وكارولينا انفيرنيتسيو، وأدا نيجري، وغراتسيا ديليدا التي فازت في عام 1926 بجائزة نوبل للآداب، والسوبرانو: لويزا تيتراتسيني، ولينا كافالييري، وخبراء التربية: جوليا كافاللاري وماريا مونتيسوري.
وبقدوم الحرب العالمية الأولى شغلت النساء معظم الأعمال التي كان يقوم بها الرجال الذين ذهبوا ليحاربوا على الجبهة. فنجد العديد من النساء في مجالات الزراعة، والصناعة، والإدارة العامة، ونجد أن نسبة النساء العاملات في تلك الفترة وصلت إلى حوالي 80% من نسبة الموظفين الإجمالية في بعض المؤسسات.
وكانت المساهمة الكبيرة التي قدمتها المرأة لإيطاليا أثناء الحرب العالمية الأولى إحدى أهم الأسباب التي عجلت بإعادة النقاش حول وضع المرأة القانوني في إيطاليا. وتحسن الوضع القانوني للمرأة بصورة كبيرة وملحوظة بعد الحرب فنجد في السابع عشر من يوليو 1919 قانون رقم 1179 والذي ألغى طلب الإذن من الزوج، ومنح المرأة حق الحصول على وظائف في جميع الأماكن العامة، عدا الجيش، والقضاء، والمناصب السياسة. وأيد الحزب الاشتراكي والحزب الشعبي قضية منح المرأة الحق في التصويت.

### فترة الحزب الفاشي

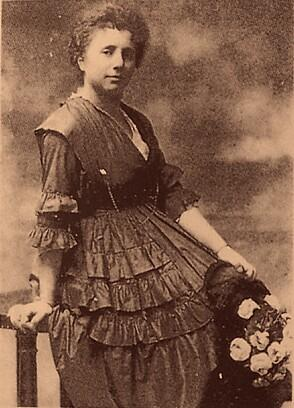
مارجريتا سارفاتي

في البداية كانت تصرفات الحركة الفاشية الوليدة تجاه المرأة غامضة: فمن جهة تعلن تأييدها لحق المرأة في التصويت، ومن الجهة الأخرى تدعم المظاهرات ضد النساء العاملات المتهمات بالاستيلاء على وظائف قدامى المحاربين. وفي عام 1923 تعهد بينيتو موسوليني بنفسه أمام المؤتمر التاسع للتحالف النسائي الدولي والذي انعقد في روما في الفترة بين 14-19 مارس بأن يقر قانون منح المرأة حق التصويت. وفي الثاني والعشرين من نوفمبر عام 1925 مرر القانون الذي أيد ذلك الحق، غير أنه ألغي على الفور في الرابع من فبراير 1926. وبقيام النظام الفاشي، عانت حقوق المرأة من نكسة جذرية، حيث أن الأيدولوجية الفاشية كانت تعد الإنجاب الواجب الرئيسي للنساء، وللوصول إلى ذلك تم سن العديد من القوانين التي كانت تهدف -حينها- إلى إجبار النساء الإيطاليات على القيام بأدوارهن المنزلية فقط كزوجات وأمهات. وازداد وضع قانون الأسرة سوءًا، حيث صنف المرأة على أنها خاضعة بصورة تامة وكاملة لزوجها. بالإضافة إلى إقرار العديد من اللوائح والمواد المعادية للمرأة في قانون العقوبات، فنجد المادة 587 التي تنص على تخفيض العقوبة إلى ثلث المدة لجرائم الشرف، أي من قتل زوجته أو ابنته أو أخته دفاعًا عن شرف العائلة. كانت العلاقة بين الفاشية والكنيسة وطيدة ولا سيما بعد توقيع اتفاقية لاتران في عام 1929. ونجد أن قرارات الكنيسة تماشت في تلك الفترة مع الفاشية، فنجد المنشور الذي صدر في 1930 والذي أكد على أن دور المرأة الأساسي هو دورها كأم، وكان ينظر إلى قضية المساواة بين الجنسين بأنها شئ خارج عن الطبيعة وشاذ. لم يسمح النظام الفاشي بظهور العديد من المنظمات النسائية، وكانت الجمعيات النسوية الكاثوليكية برئاسة أرميدا باريللي واحدة من بين تلك المنظمات القليلة التي سمح لها نظام الفاشي بممارسة نشاطاتها، والتي ستصبح فيما بعد مكانًا هامًا بالنسبة لنساء إيطاليا لتلقي التعليم السياسي في المستقبل.

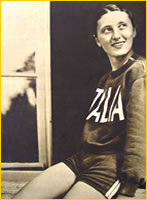
أوندينا فالا

وقد سمح النظام الفاشي للنساء اليهوديات أيضًا بإنشاء بعض الجمعيات الخاصة بهن بدءا من عام 1927، مثل جمعية النساء اليهوديات الإيطاليات برئاسة فيكتوريا بيزا كانتوني وجابريلا فالكو والتي ستؤدي دورًا هامًا في الحشد والعمل التطوعي في السنوات التي عانت فيها إيطاليا من العديد من المشاكل بسبب الحرب العالمية الثانية. سلط الخطاب الفاشي الضوء على دور المرأة في دعم الدولة وكان يشجعها على الاستمرار في عيش حياتها خاضعة للرجل كما في حالة راشيل موسوليني، وينظر إليها كوسيلة لتسلية الذكور كما في حالة لويزا فيريدا وواندا أوزريس. وعلى النقيض من ذلك كان ينظر للأنشطة البدنية بعين الرضا، باعتبارها عنصر مكمل لأنوثتها، ولذلك نجد ترحيبًا كبيرًا من قبل النظام بالميداليات التي حققتها لاعبات الجمباز الإيطاليات في الألعاب الأولمبية عام 1928. وفي عام 1932 لم ترسل إيطاليا أية رياضية إلى الألعاب الأولمبية، نظرًا لتخوف النظام من حصول المرأة على مزيد من الاستقلال والحرية عبر ممارستها للرياضة، ولضغط الفاتيكان أيضًا. كانت الميدالية الذهبية التي حصلت عليها أوندينا فالا أول ميدالية تحصل عليها امرأة إيطالية في مسابقة عالمية، وفي عام 1936 استقبلت استقبال الفاتحين في برلين. كان النظام الفاشي يحتفل ببطلاته في البداية مثل أنيس دوناتي، غير أنه -وبمرور الوقت- قمعت كل الأنشطة العامة والمستقلة للنساء بشدة. وتعد مارجريتا سارفاتي المرأة الوحيدة التي كان لها نشاطًا سياسًا واضحًا، حيث كانت تشغل منصب مستشارة بينيتو موسوليني وكان في الوقت نفسه مغرمًا بها، والتي قامت بنشر كتاب «الدوتشي» والتي ترجم إلى 18 لغة. وكان عدد النساء اللاتي تنتمين إلى الحركات المناهضة للفاشية قليلًا جدًا، حيث قمع النظام العديد من النساء فقد وجه النظام الفاشي العديد من التهم السياسية ل 748 امرأة أمام المحاكم العرفية ونفذت الأحكام على حوالي 500 امرأة وكان من بينهن كاميلا رافيرا والتي قبض عليها في عام 1930 وحكم عليها بالسجن 15 عامًا في المنفي. وكان هناك عدد من النساء اللاتي لا يمكن وصول النظام إليهن بسبب علاقتهن الأسرية، واللاتي كن يعملن ضد النظام مثل: إرنيستا بيتانتي «أرملة تشيزاري بيتانتي»، وإيدا تشانو موسوليني، وماري خوسيه. وكانت القوانين العنصرية التي أصدرها النظام في عام 1938 بمثابة ضربة قاسية أخرى لرحلة حصول المرأة على حقوقها، حيث أن نسبة كبيرة من النساء الإيطاليات اللاتي حصلن على مناصب أكاديمية كانت يهودية مثل أنا فوا وإنريكا كالابريزي.

### فترة المقاومة (1943-1945)
بعد التجربة التي عاشتها النساء الإيطاليات في فترة حكم الحزب الفاشي، وبعد السنوات المأساوية الأولى للحرب، أتاحت المقاومة للنساء الإيطاليات الفرصة الأولى للمشاركة بأعداد كبيرة في الشؤون السياسية لبلدهم. ففي نوفمبر 1943 كانت قد تأسست بالفعل قوات الدفاع النسوية تحت قيادة كاترينا بيكولاتو، التي دعت الجموع النسوية والنساء المناهضات للفاشية من كل أنحاء المملكة الإيطالية للتحرك ضد الاحتلال النازي لأراضيهم. ويبلغ عدد النساء التي انضمت لحركات المقاومة ألف امرأة تحت لواء مجموعات الدفاع النسوية، و35 ألف امرأة تحت لواء البارتيزان. ويصل عدد النساء اللاتي عذبن 4563 امرأة، وعدد أولئك اللاتي قتلن 623، وعدد المبعدات 2750 امرأة، وعدد مفوضات الحرب 512 امرأة، وعدد من تم منحهن ميداليات ذهبية 19 امرأة. وبحساب كل النساء اللاتي شاركن في حركة المقاومة نجد أن عددهن يصل إلى نسبة 20% دون حساب عدد النساء اللاتي ساعدن في حركة المقاومة. اشتغل العدد الأكبر من النساء في خدمات الدعم اللوجستي للتشكيلات العسكرية أو كحلقات اتصال، ولكن شارك عدد كبير منهن في العمليات القتالية، وتولي مهام القيادة في بعض الحالات. وشمل دور النساء في المناطق التي يسيطر عليها عناصر البارتيزان إدارة المؤسسات مثل: جيزيلا فلوريانيني والتي شاركت في إدارة بعض مؤسسات جمهورية أسولا البارتيزانية في الفترة بين سبتمبر وأكتوبر 1944.
وفي سبتمبر عام 1944 أُسس اتحاد نساء إيطاليا في روما بمبادرة من عدد من النساء المنتميات للحزب الاشتراكي الإيطالي، والحزب الشيوعي الإيطالي، واليسار المسيحي، وحزب ديمقراطية العمل. وفي أكتوبر 1944 شكلت الحركات النسوية لجنة مؤيدة لمنح حق التصويت للمرأة، مذكرة بالدور التي تقوم به المرأة في حركة المقاومة. ونتج عن ذلك اعتراف بالميرو تولياتي، وألتشيدي دي غاسبيري بحق المرأة في الاقتراع في الأول من فبراير عام 1945. وبذلك احتفلت النساء -بمبادرة من اتحاد نساء إيطاليا- بيوم المرأة العالمي في المناطق المحررة في الثامن من مارس عام 1954.

### فترة الجمهورية الإيطالية (1945 - حتى الوقت المعاصر)

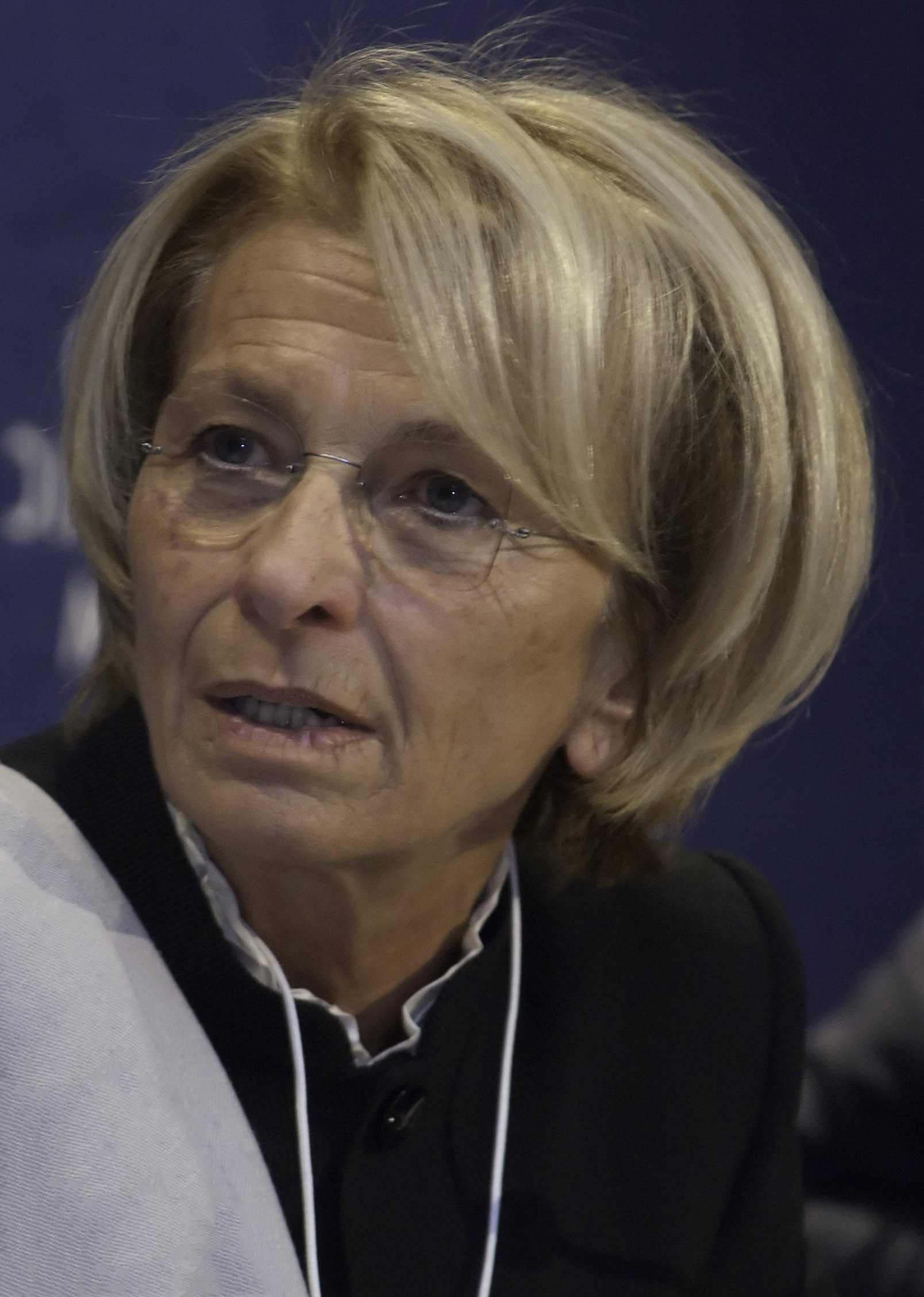
إيما بونينو، وزيرة الخارجية الإيطالية السابقة

شكلت نهاية الحرب العالمية الثانية، في الخامس والعشرين من أبريل عام 1945، نقطة فارقة في وضع المرأة الإيطالية، ففي عشية الانتخابات المحلية الأولى التي أعطت للمرأة حق التصويت، احُتفل باليوم العالمي للمرأة في الثامن من مارس عام 1946، بمبادرة من تيريزا نوتشي، وريتا مونتانيانا، وتيريزا ماتي، واتخذ ذلك اليوم نبات «أكاسيا الشتاء» شعارًا له، والتي تزهر في الأيام الأولى من شهر مارس. وبدأت عمليات الاقتراع في تلك الانتخابات في العاشر من مارس وشملت خمس جولات، وشهدت مشاركة مكثفة للناخبين والناخبات، وانتخبت النساء لأول مرة في الإدارات المحلية.
وفي الثاني من يونيو لنفس العام ذهبت النساء للاقتراع مرة أخرى في الاستفتاء المؤسسي، الذي كان يخير الناخبين بين النظاميين الملكي والجمهوري، وفي الانتخابات التي اختير فيها أعضاء الجمعية التأسيسية. جدير بالذكر أن عدد النساء اللاتي تم انتخابهن للمشاركة في الجمعية التأسيسية وصل إلى 21 إمرأة، وشاركت خمسة من تلك النساء بعد ذلك في اللجنة التي قامت بصياغة وتعديل مشروع الدستور الإيطالي وهن: ماريا فيديرتشي، وأنجيلا جوتيلّي، ونيلدي يوتي، وتيريزا نيتشي، ولينا ميرلين. وكفل الدستور الإيطالي لعام 1948 حقوق المرأة في المساواة والكرامة الاجتماعية في مادته الثالثة، بعد مرور أكثر من قرن من العمل الدؤوب للوصول إلى مساواة كاملة بين الرجل والمرأة.
وبالحصول على حق الاقتراع قلت النشاطات التي كانت تهدف إلى تحرير المرأة. وكانت لينا ميرلين أول امرأة تدخل مجلس الشيوخ في عام 1948. وفي عام 1951 عُينت أول امرأة في الحكومة الإيطالية، حيث شغلت ماريا جويدي تشينجولاني منصب وكيل وزارة الصناعة والتجارة. وفي عام 1958 أُقر قانون ميرلين والذي حظر استغلال الدولة للنساء اللاتي تمارسن الدعارة والمساس بحقوقهن. وفي عام 1959 أنشأ قسم الشرطة النسائية، والذي كان يهتم بالمسائل المتعلقة بالقصر والنساء، حيث سيظل فعالًا حتى عام 1981، وبعدها سيتم دمجه في هيكل الشرطة الأساسي. يجدر بنا ذكر الفضيحة التي أثارها إصدار كتاب جابريلا باركا «اعترافات النساء الإيطاليات» والذي سلط الضوء على الانتهاكات والتجاوزات والأحكام المسبقة التي تتعرض لها المرأة الإيطالية في حياتها اليومية.
وبنهاية عقد الستينيات، أنشأت العديد من المجموعات النسائية الإيطالية، كردة فعل على ظهور العديد من تلك المجموعات على المستويين الأوروبي والعالمي على حد سواء. وقامت تلك المجموعات بالدعوة إلى تطبيق المبادئ الدستورية التي تنص على المساواة، وسلطت الضوء أيضًا على المسائل القانونية الخاصة بالمرأة كحقها في الطلاق، والإجهاض، ومنع الحمل وعدم التمييز على أساس الجنس. واحتدم النقاش حول وضع المرأة الإيطالية بصورة مفاجئة. وفي عام 1970 حصلت النساء على الحق في طلب الطلاق، والذي تم التصديق عليه في عام 1974 بعد القيام بعمل استفتاء في جميع أنحاء الجمهورية الإيطالية. وفي عام 1975 تم التصديق على قانون الأسرة الجديد والذي كفل المساواة القانونية بين الزوجين لأول مرة في تاريخ إيطاليا. وفي عام 1978 تم تقنين عمليات الإجهاض في إيطاليا، وتم التصديق عليه بعد إستفتاء أجري في السابع عشر من مايو عام 1981.

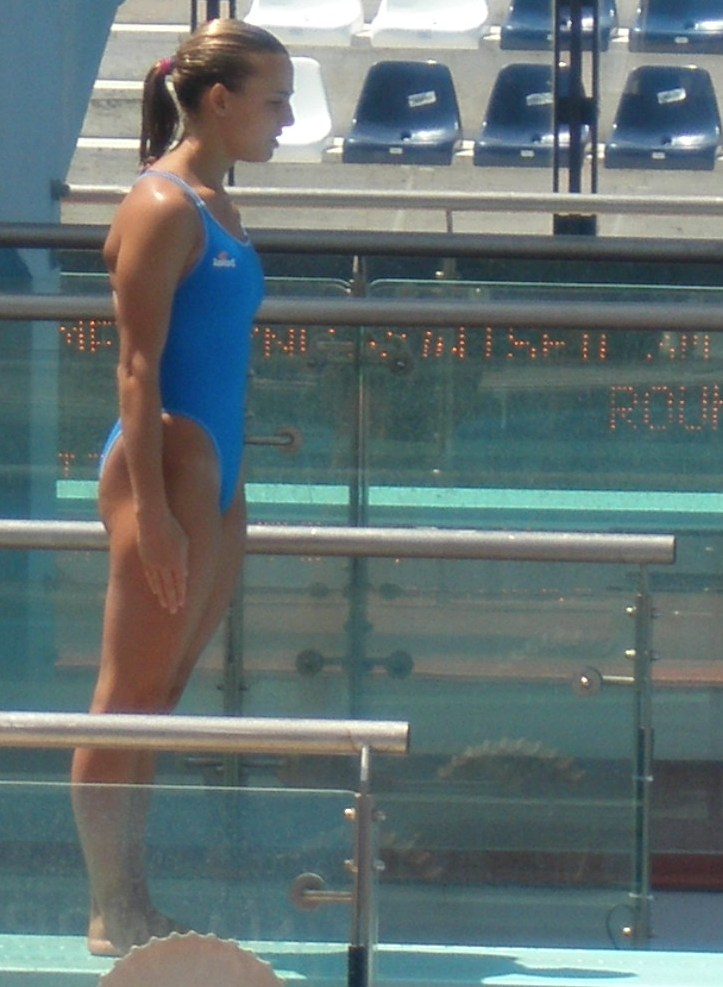
تانيا كانيوتو

وفيما يتعلق بالمناصب العامة شغلت تينا أنسيلمي في عام 1976 منصب وزيرة في الحكومة الإيطالية. وشغلت نيلدي لوتي من عام 1979 حتى عام 1992 منصب رئيسة مجلس النواب الإيطالي. وكانت كاميلا رافيرا أول امرأة تعين كعضو لمدى الحياة في مجلس الشيوخ، حيث عينها الرئيس الإيطالي ساندرو برتيني في عام 1982. وفي الثاني عشر من يونيو عام 1984، أسست الجمعية الوطنية لتحقيق المساواة وتكافؤ الفرص بين المرأة والرجل. وشغلت سوزانا أنيللي منصب وزيرة الخارجية في حكومة لامبرتو ديني بين عامي 1995-1996. فيما شغلت إيما بونينو منصب وزير التجارة الدولية والسياسات الأوروبية في حكومة رومانو برودي 2006-2008 ووزيرة الخارجية في حكومة ماريو مونتي بين عامي 2013-2014. ويجدر بنا ذكر إيما مارتشيجاليا والتي كانت أول امرأة تتولى رئاسة اتحاد الصناعات الإيطالية العام ما بين عامي 2008-2012 وسوزانا كاموسو والتي تشغل منصب الأمين العام للاتحاد العام للعمل منذ عام 2010 وحتى الآن.
وفي مجال الثقافة والفنون والعلوم نجد العديد من النساء الإيطاليات مثل الممثلة الإيطالية آنا ماغناني التي فازت بجائزة الأوسكار في عام 1956، وصوفيا لورين التي فازت بالأوسكار في عامي 1962 و1991، وجينا لولو بريجيدا، والسوبرانو ريناتا تيبالدي، وراقصة الباليه كارلا فراتشي، ومصممة الأزياء ميلينا كانونيرو والتي حصلت على أربع جوائز أوسكار، والكاتبات: ناتاليا جينتسبورغ، وإيلسا مورانتي، وألدا مريني، وأوريانا فالاتشي، والمعمارية جاي أولينتي، وعالمة الفيزياء الفلكية مارغريتا هاك، ورائدة الفضاء سامانثا كريستوفوريتي، والعالمة ريتا ليفي مونتالشيني، التي حصلت على جائزة نوبل في الطب عام 1986، وحصلت على عضوية مجلس الشيوخ لمدى الحياة في عام 2001، وألينا كاتانيو التي حصلت على عضوية مجلس الشيوخ لمدى الحياة عام 2013، وفابيولا جانوتي التي تشغل منصب المدير العام للمنظمة الأوروبية للأبحاث النووية «سيرن» منذ عام 2016.
ونجد العديد من أسماء النساء الإيطاليات الشهيرات في مجال الرياضة. فنجد إيريني كامبر، ونوفيلا كاليجاريس، وسارة سيميوني، وجابريلا دوريو واللاتي فزن بميداليات ذهبية في الألعاب الأولمبية. فضلًا عن العديد من البطلات الأخريات مثل: مانويلا دي تشينتا، ويوزيفا إديم، وديبوار كومبانيوني، وفالينتينا فيزالي، وتانيا كانيوتو. ونجد أن اللاعبات الإيطاليات مصنفات على المستوى العالمي في الرياضات الجماعية ولا سيما في مبارزة سيف الشيش، والتنس، وكرة الطائرة، وكرة الماء.

## وضع المرأة الإيطالية الآن
يختلف وضع المرأة الإيطالية اليوم اختلافًا جذريًا عن الماضي. وتضع إحصائيات المنتدى الاقتصادي العالمي إيطاليا في المرتبة رقم 41 ضمن 145 بلدًا شملتها الدراسة حسب مؤشر الفجوة العالمية بين الجنسين. في الواقع، لقد أحرزت إيطاليا تقدمًا مقارنة بعام 2014، وذلك بفضل التطورات الهائلة التي حدثت في موضوع مشاركة المرأة في الحياة السياسية، غير أنها تبقى في مرتبة أقل من البلدان الأكثر تقدمًا.
تم حظر حرمان الإناث من دخول المدارس الثانوية من الدرجة الثانية، الذي كان يميز النظام المدرسي الإيطالي، في بداية عقد الثمانينيات. ومنذ تلك اللحظة ظهر تفوق الإناث على الذكور ليس فقط في نسبة دخول المدارس الثانوية والتي بلغت 93% مقابل 91,5% من ناحية الطلاب في العام الدراسي 2010-2011، بل في نسبة عدد الحاصلين على الشهادة الثانوية أيضًا، ففي العام الدراسي 2009-2010 نجحت نسبة 78,4 من طالبات الثانوية في إيطاليا في الحصول على الشهادة، مقابل نسبة 69,5% من الطلاب الذكور. 
وتفوق نسبة الطالبات التي تختار إكمال الدراسة الجامعية أيضًا نسبة الطلاب الذكور: في عام 2004 كانت نسبة الطالبات المتخرجات من النظام القديم تبلغ الـ59%، أما في الجامعات التي تطبق نظام الثلاث سنوات بلغ عدد النساء 57%. وبالتالي فإن الغلبة للنساء في موضوع التعليم. وبمجرد انتهاء المراحل التعليمية والحصول على شهادات التخرج تجد المرأة حاليًا فرصًا وتسهيلات أكبر في عالم العمل. وتشير الإحصائيات أن الشابات اللاتي يخترن البقاء دون زواج يصلن إلى مناصب إدارية عالية إذا ما تم مقارنتهن بالطلاب الذكور في نفس الظروف. وتعد الشابات الإيطاليات أكثر علمًا وثقافة من الرجال فيما يتعلق بالتعليم الجامعي وعالم العمل، حتى وإن كن يخترن الدراسة في جامعات لن تمكنهن بعد ذلك من ربح الكثير من المال مثل: دراسة العلوم الإنسانية، والفنون، والصحة، والهندسة.
ويبلغ معدل البطالة بين الإناث حسب إحصائيات المعهد الوطني الإيطالي حوالي 4% وهي نسبة مرتفعة عن معدل البطالة بين الذكور. وعلى النقيض في معدل عمالة الإناث أقل بكثير من معدل العمالة بين الذكور، حيث تبلغ نسبة العاملات حوالي 46% مقابل نسبة 67% للذكور. وفي الجنوب الإيطالي تزداد الاختلافات وعدم المساواة بين الجنسين وضوحًا فنجد أن نسبة عمالة الإناث تتعدى بالكاد الـ30%. ويعد معدل الخمول وعدم الاهتمام بالعمل أعلى عند الإناث منه عند الذكور، حيث نجد أن عدم ملائمة الظروف الأسرية من بين الأسباب المهمة لهذه الظاهرة. فتبلغ نسبة النساء اللاتي تركن العمل بسبب ولادة طفل جديد حوالي الـ15%. غير أن إجبار النساء الحوامل على ترك العمل هو السبب الرئيسي لتركهن العمل، ففي كثير من الأحيان يكون ترك العمل إجباريًا.
ولكن معدل الخمول الكبير هذا لا يترجم في صورة الحصول على وقت راحة أكبر للنساء، فعلى النقيض نجد أن وقت النساء الإيطاليات مشغول بصورة كبيرة، حيث نجد أن معدل تحمل المرأة الإيطالية لأعباء الأسرة أكبر بكثير مما هو عليه في باقي البلدان الأوروبية. ويعد الرجال الإيطاليون الأقل اهتمامًا بالمشاكل الأسرية حيث يخصصون لحل تلك المشاكل ساعة وخمس وثلاثون دقيقة فقط من يومهم كله، حيث تقوم النساء بأغلب العمل المنزلي مثل: إعداد الطعام، وتنظيف المنزل، وغسل الملابس، والاعتناء بالأطفال. ويقدر معدل قيام النساء بالأعمال المنزلية بنسبة 76,2%، وبحساب ساعات العمل الكلية، نجد أن النساء تقوم بتأدية أعمال أكثر من شركائهن سواء في العمل الأساسي أو في الأعمال المنزلية. حيث تزيد نسبة ساعات عمل المرأة العاملة اليومية -التي تبلغ من العمر 25-44 عامًا ودون أطفال- بحوالي 53 دقيقة عن شريكها، أما أولئك اللاتي لديهن أطفال بنسبة ساعة ودقيقتين يوميًا. حتى إن الأمهات غير العاملات تعمل لوقت أطول من شركائهن حيث تعمل الأم غير العاملة لمدة ثمانية ساعات و15 دقيقية يوميًا، في حين يعمل الرجل لمدة سبع ساعات و48 دقيقة يوميًا. وكنتيجة لعدم المساواة هذه نجد أن المرأة الإيطالية العاملة تنام وقت أقل من بقية النساء العاملات في الدول الأوروبية ولا تحصل على وقت فراغ كافٍ. 
وتشير البيانات إلى أن النساء العاملات الإيطاليات تتوجهن بصورة أكبر إلى الأعمال غير الشاقة والأقل خطورة على عكس الرجال. ويبلغ عدد وفيات الإناث بسبب العمل 11 امرأة لكل مليون امرأة عاملة، وترتفع النسبة عند الرجال لتصل إلى 86 لكل مليون عامل. علاوة على ذلك، تبلغ نسبة النساء اللاتي تعملن في فترات مسائية 16% مقارنة بنسبة 25% للرجال. أما نسبة النساء اللاتي تعملن في الفترات الليلة فتبلغ 7% مقارنة بنسبة 14% للرجال.
أما فيما يتعلق بالإدارات العامة نجد أن عدد النساء يزيد بقليل عن النصف، ويرجع ذلك إلى كثرة المعلمات الإناث، ولا سيما في المدارس الابتدائية. وعلى العكس من ذلك نجد أن الرجال يحتلوا المراكز العليا في تلك الإدارات، فمن بين كل 100 مدير عام نجد 11 امرأة فقط.
وتعتبر أجور الرجال في إيطاليا أعلى من أجور النساء: ففي عام 2004 كان إجمالي دخل الرجال أعلى بحوالي 7% من إجمالي دخل النساء، بينما وصل هذا التباين في عام 2010 إلى 20%. ويرجع ذلك إلى أن النساء في العادة تشغل وظائف منخفضة الأجر، ولأن دخل الرجال عادة ما يزيد بنسبة 2% عن دخل الإناث. وتستفيد النساء بصور أقل من مفردات المرتب الإضافية كالحوافز والعمل الإضافي.
كما يزيد متوسط العمر المأمول عند النساء بنسبة 5,6 عام عن الرجال. علاوة على ذلك، فإن النساء أقل عرضة لجرائم القتل والاعتداءات، ويبلغ معدل حالات الوفاة بسبب القتل والاعتداءات عند النساء حوالي الربع من المعدل الإجمالي.
وفيما يتعلق بقانون الأسرة نجد أن معظم حالات طلب الطلاق تأتي من الزوجات. بالإضافة إلى أنه يتم إعطاء منزل الزوجية للنساء في 57% من الحالات بعد الطلاق.
ويبلغ معدل النساء الملتحقات بالأحزاب السياسية حوالي 25% من إجمالي أعداد الأعضاء في عام 2005. ويدخل البرلمان الإيطالي عدد كبير من النساء. ففي البرلمان المنتخب عام 2013 نجد أن النسبة الإجمالية لعدد الأعضاء الإناث تصل إلى 30,18%، بواقع 31,11% في مجلس النواب، و28,35% في مجلس الشيوخ.

## معرض صور

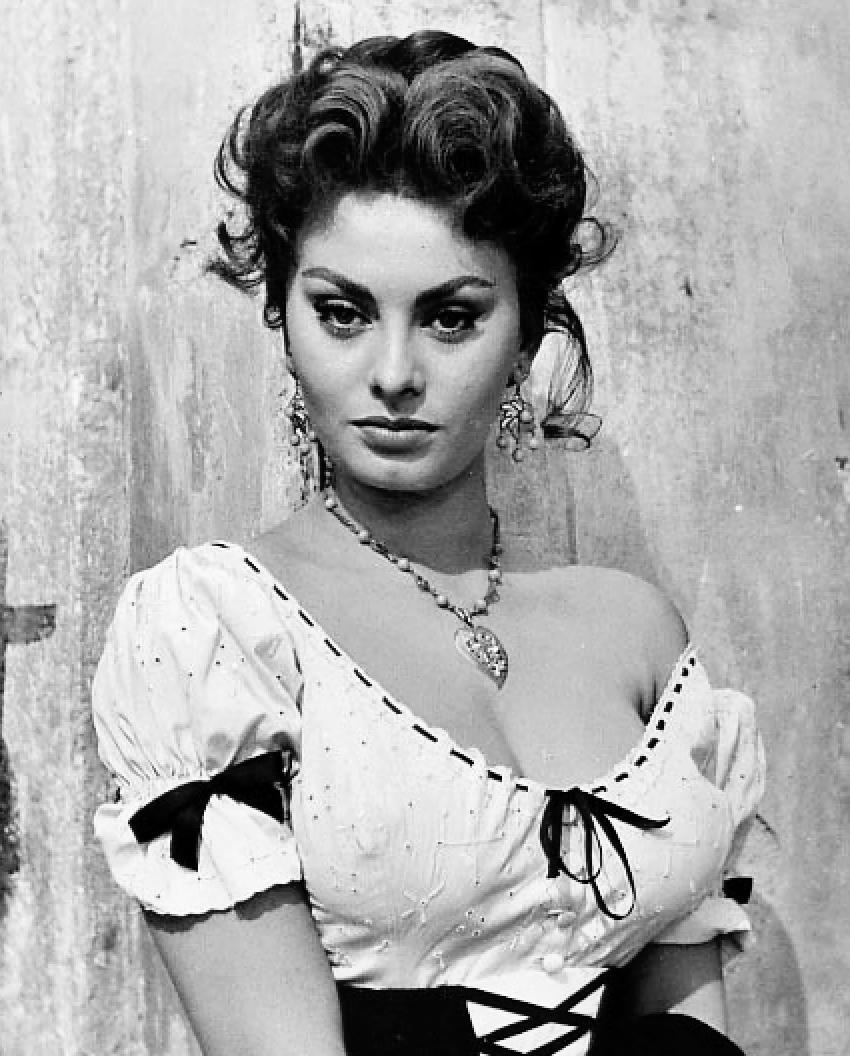
صوفيا لورين
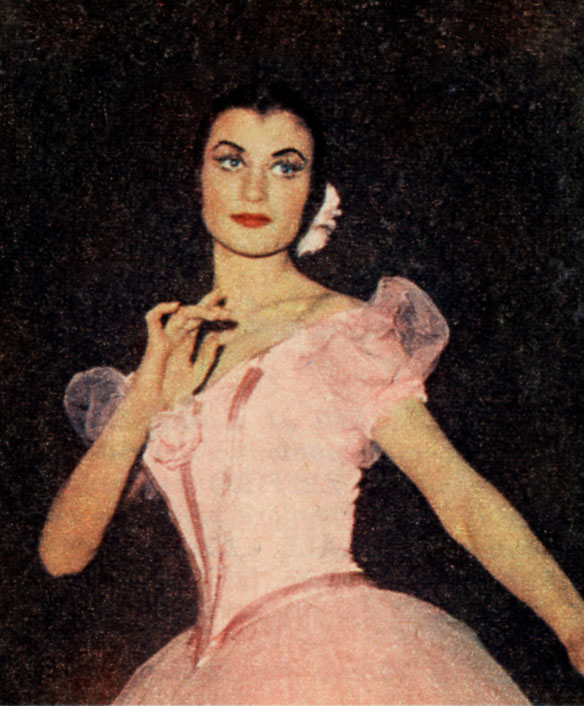
كارلا فراتشي
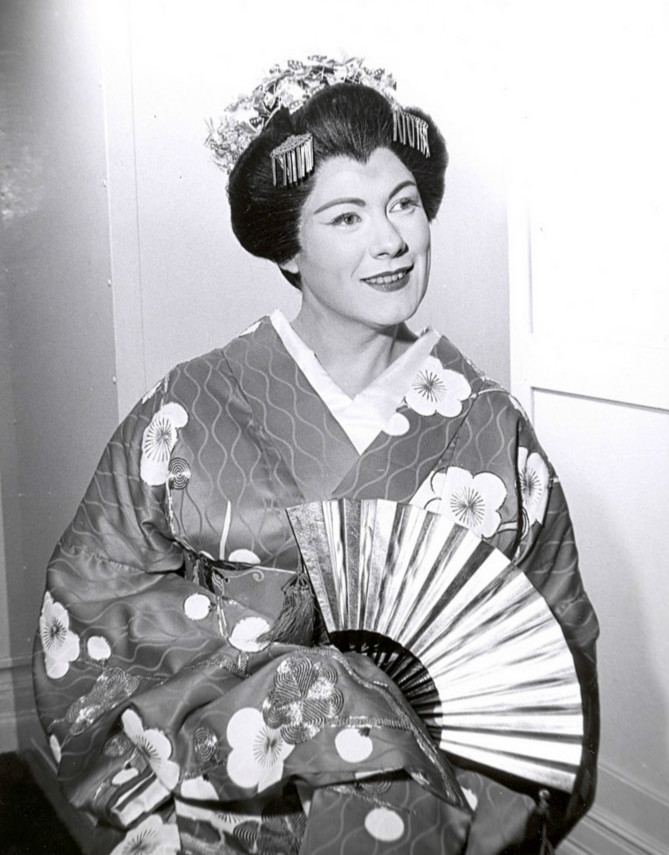
ريناتا تيبالدي
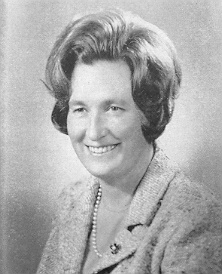
تينا أنسيلمي
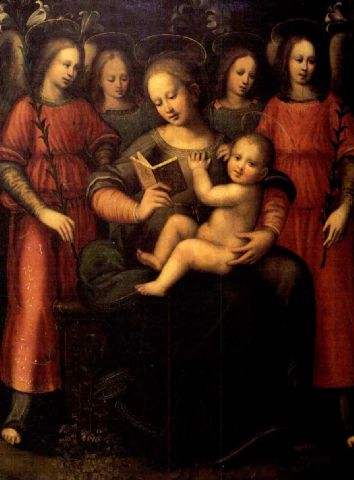
لوحة من رسم بالوتيلا نيللي
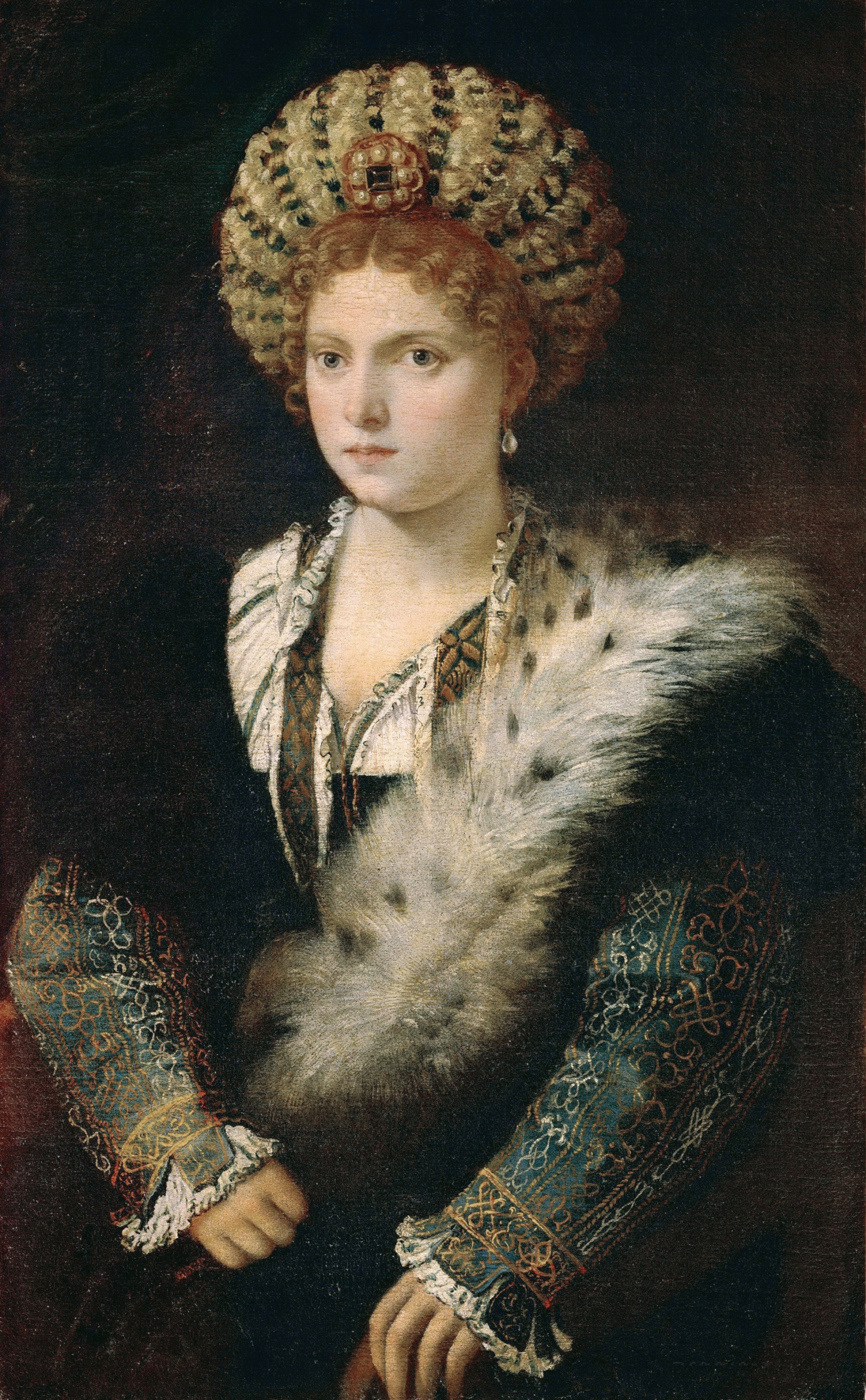
إيزابيلا دي إيستي
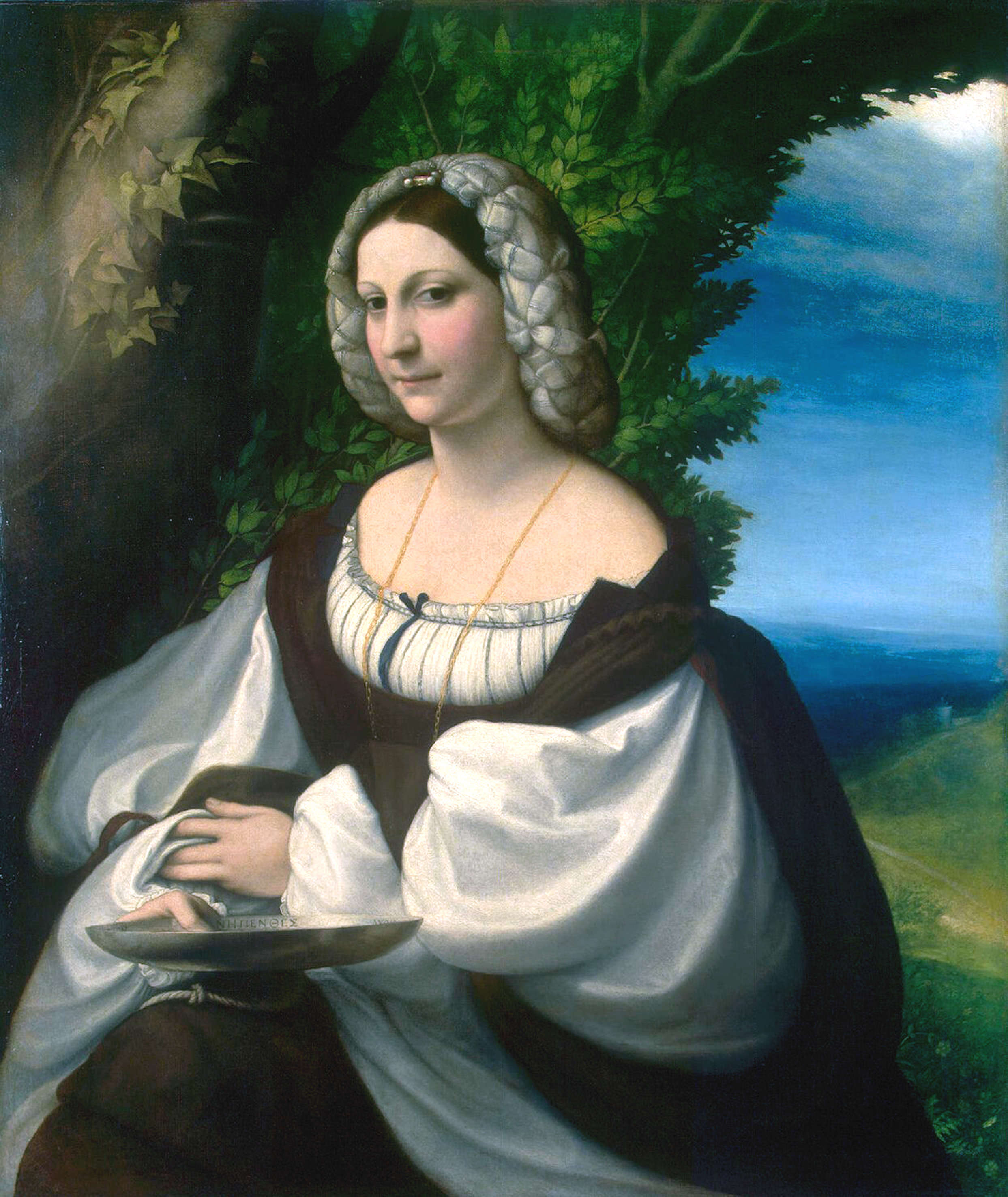
فيرونيكا جامبارا
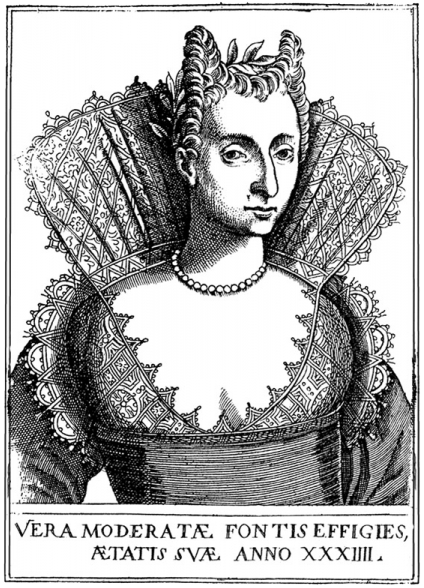
موديراتا فونتي
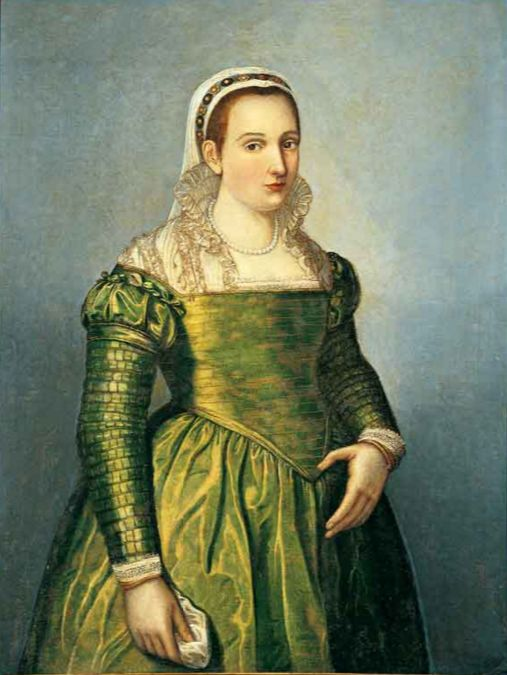
فيكتوريا كولونا
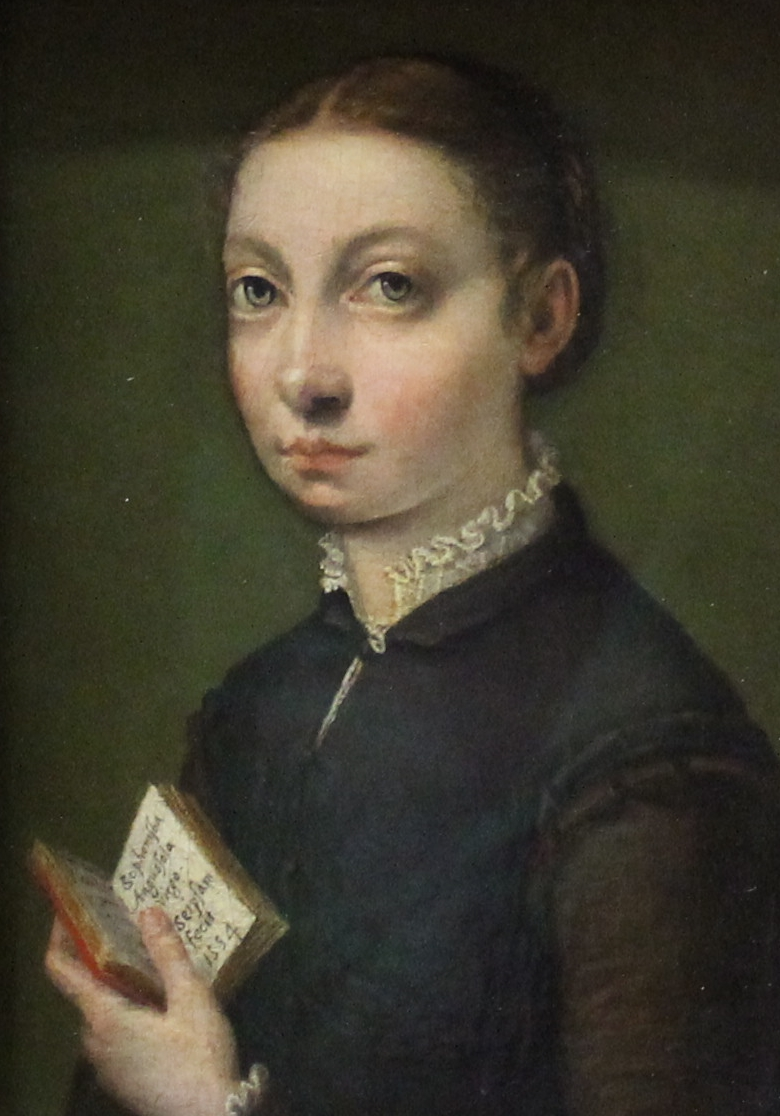
سوفونيسبا أنجويسولا
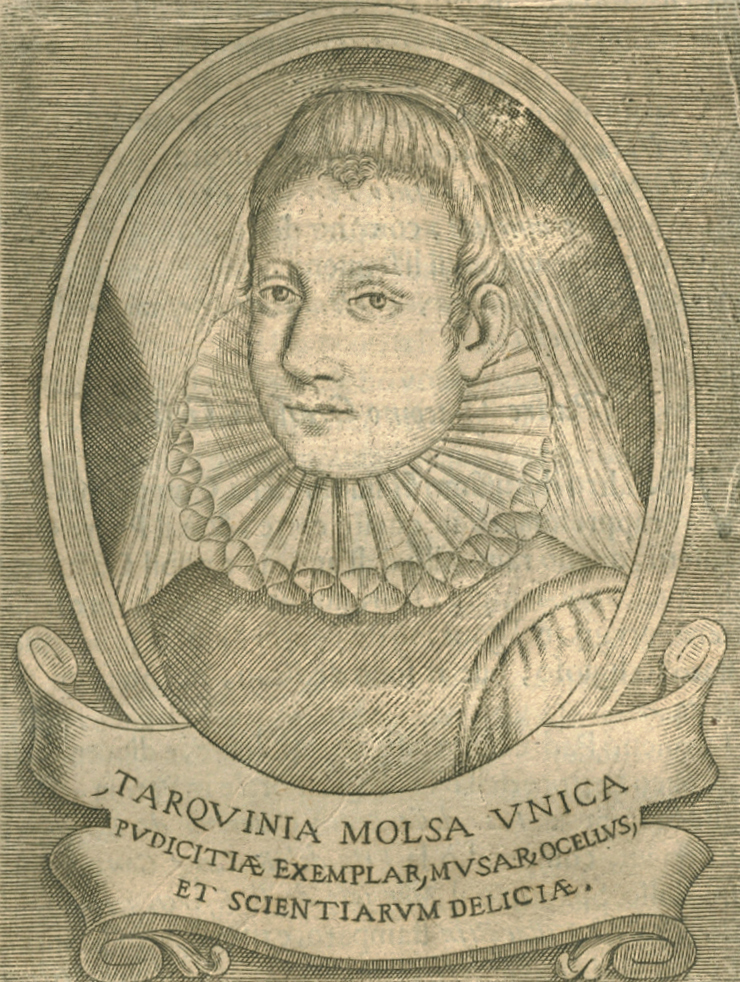
تاركوينا مولتسا
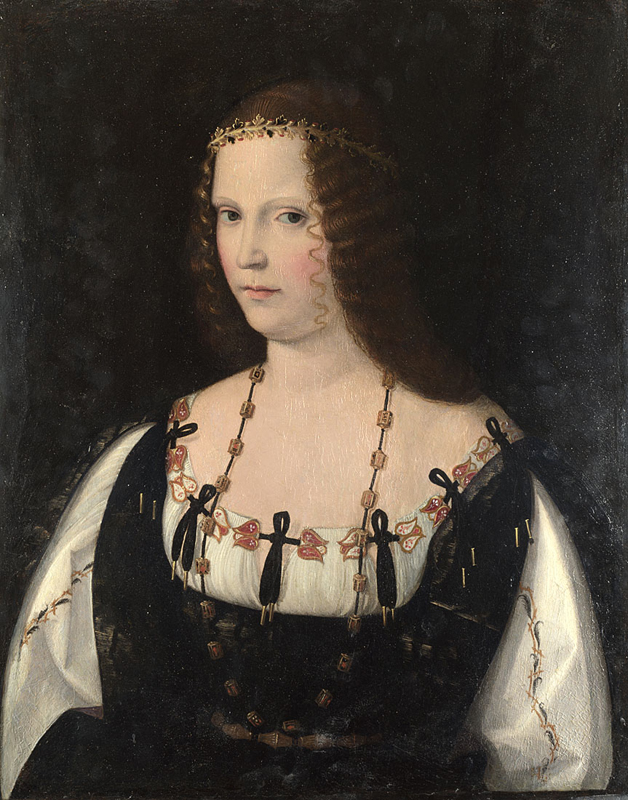
لوكريسيا بورجيا
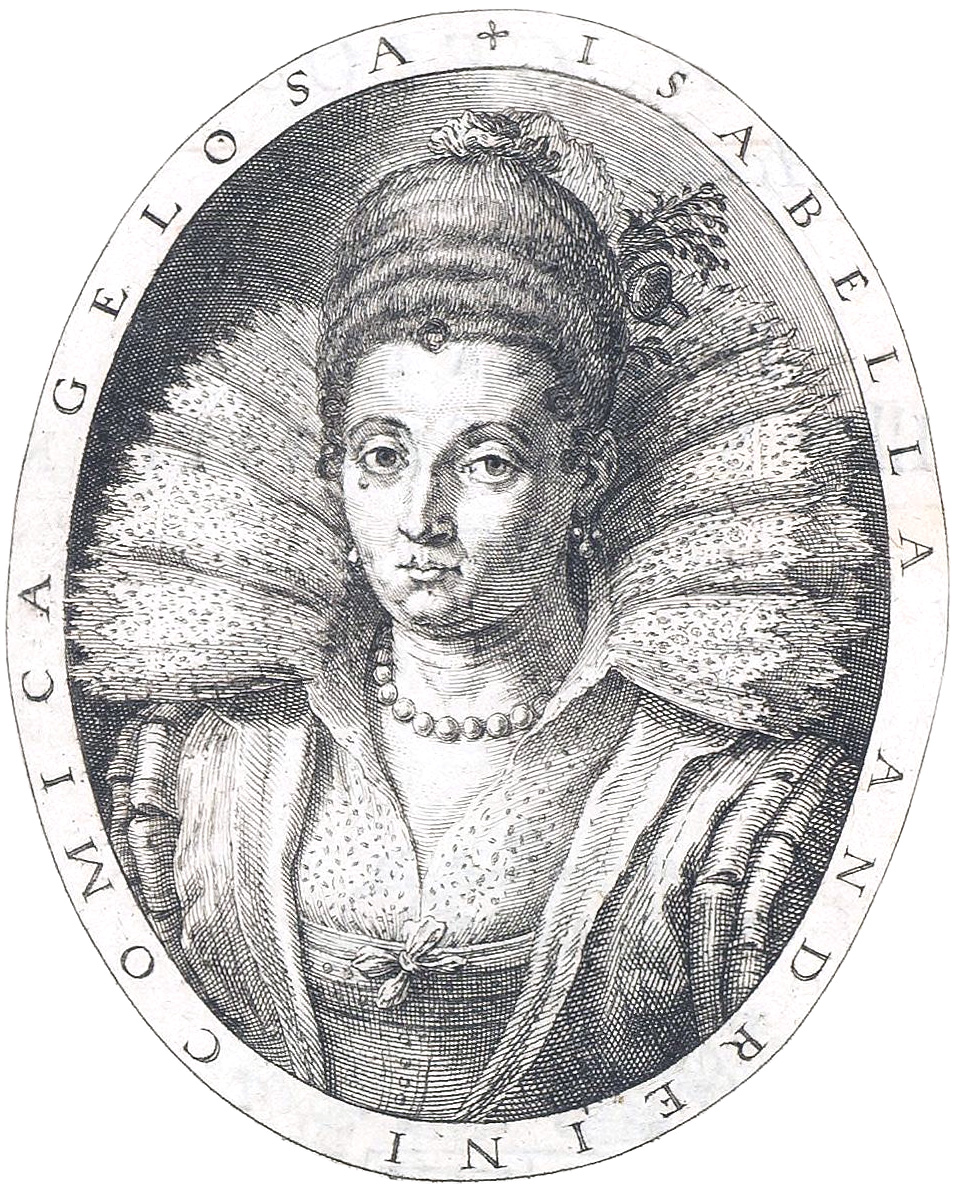
إيزابيلا أندريني
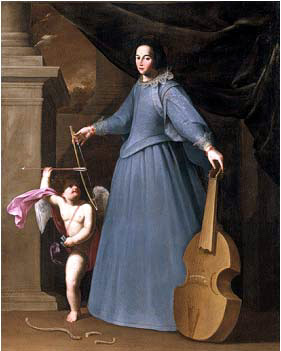
ليونورا باروني
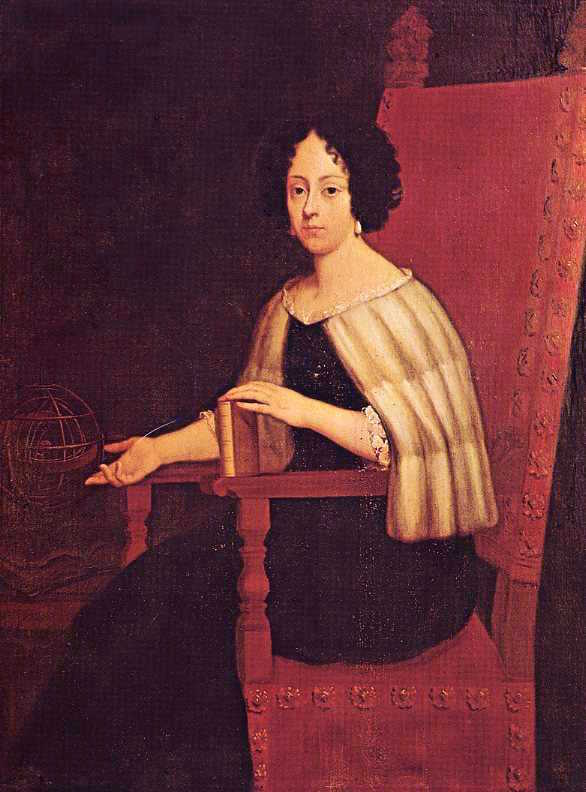
إيلينا لوكريسيا
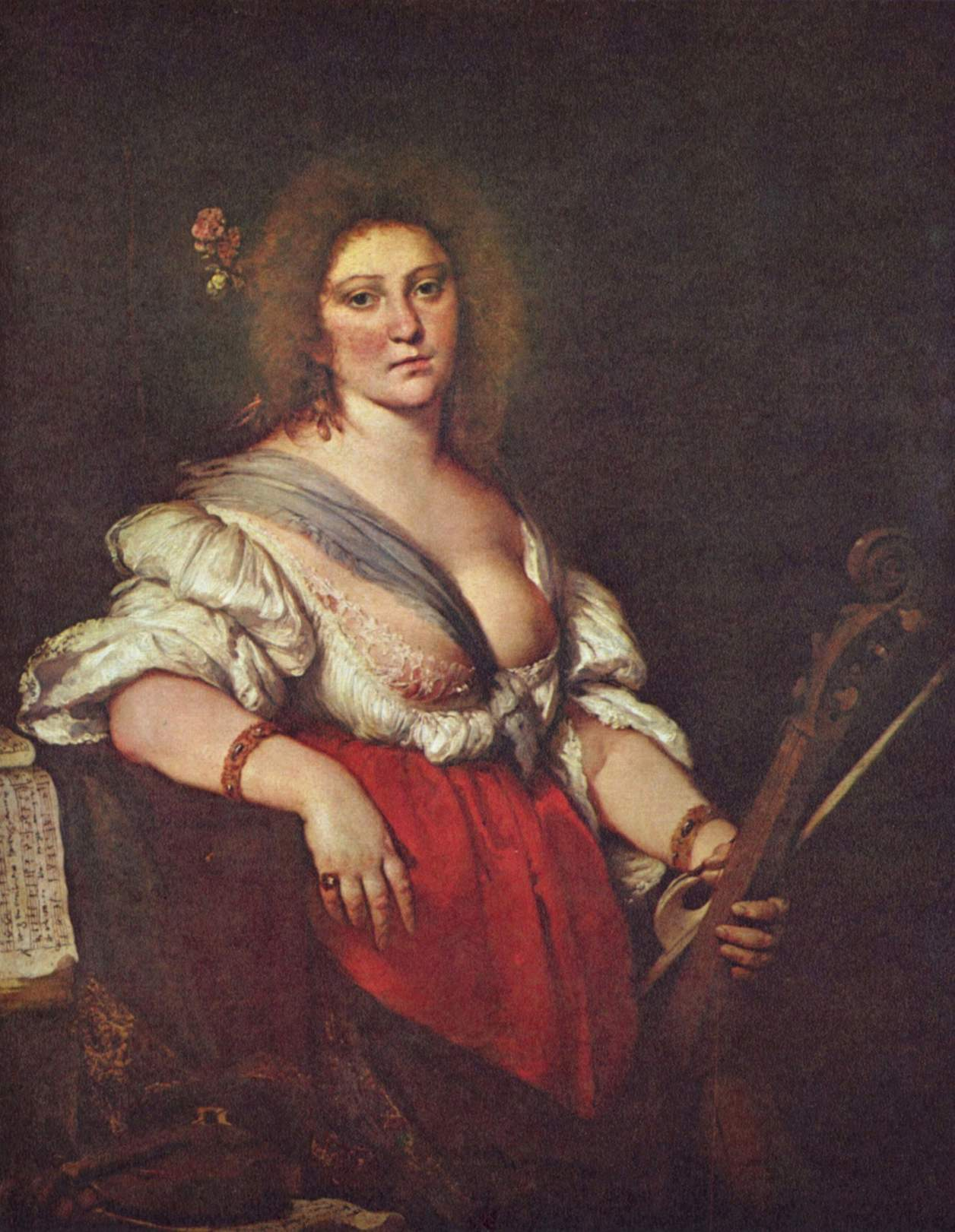
باربارا ستروتسي
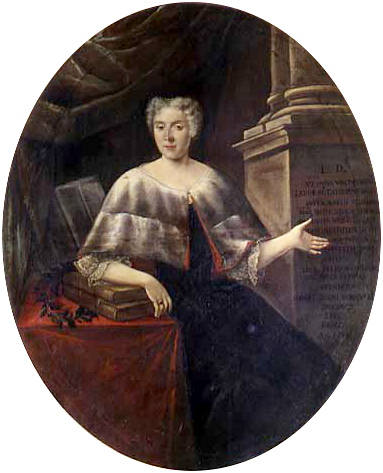
لاورا باسي
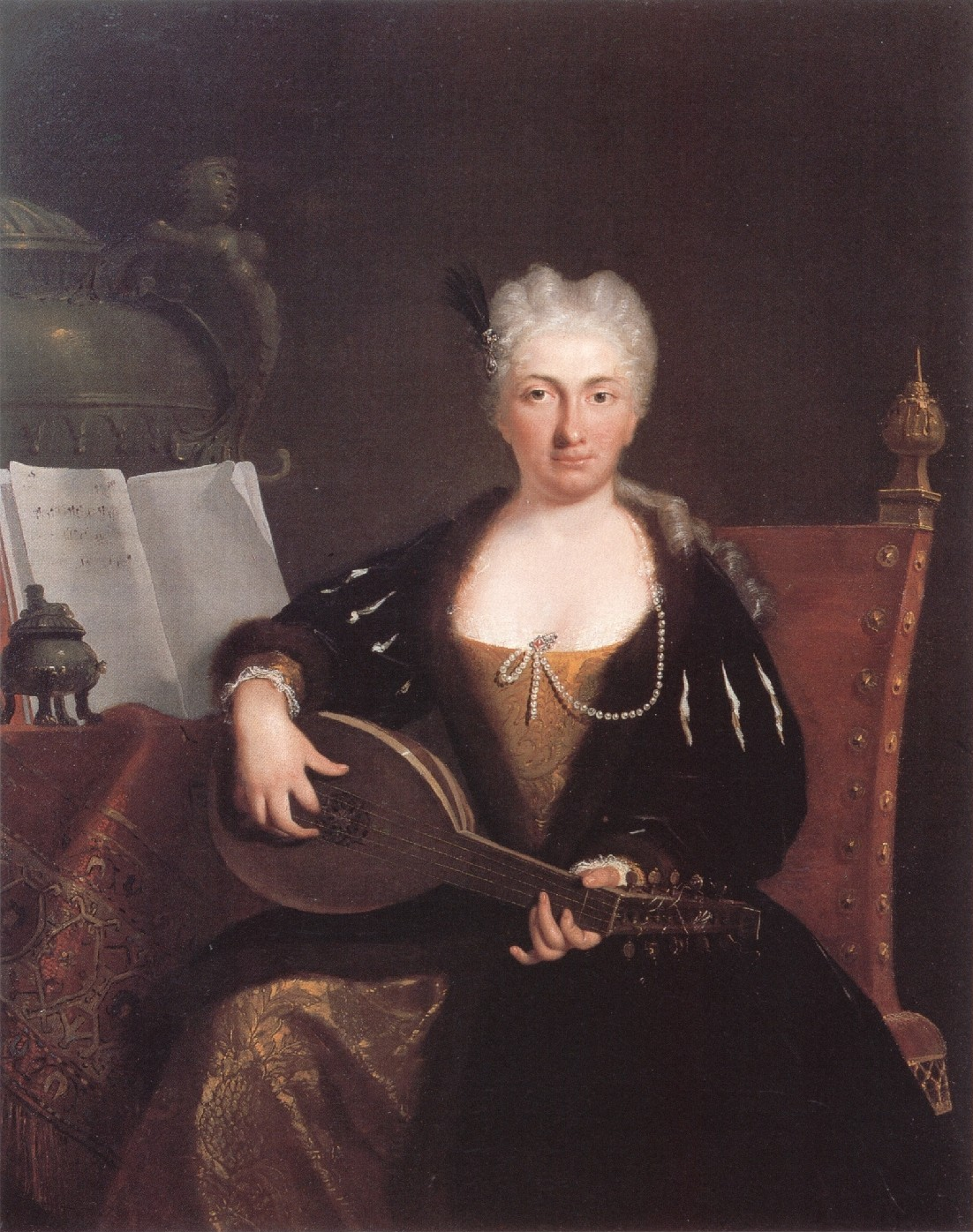
فاوستينا بوردوني
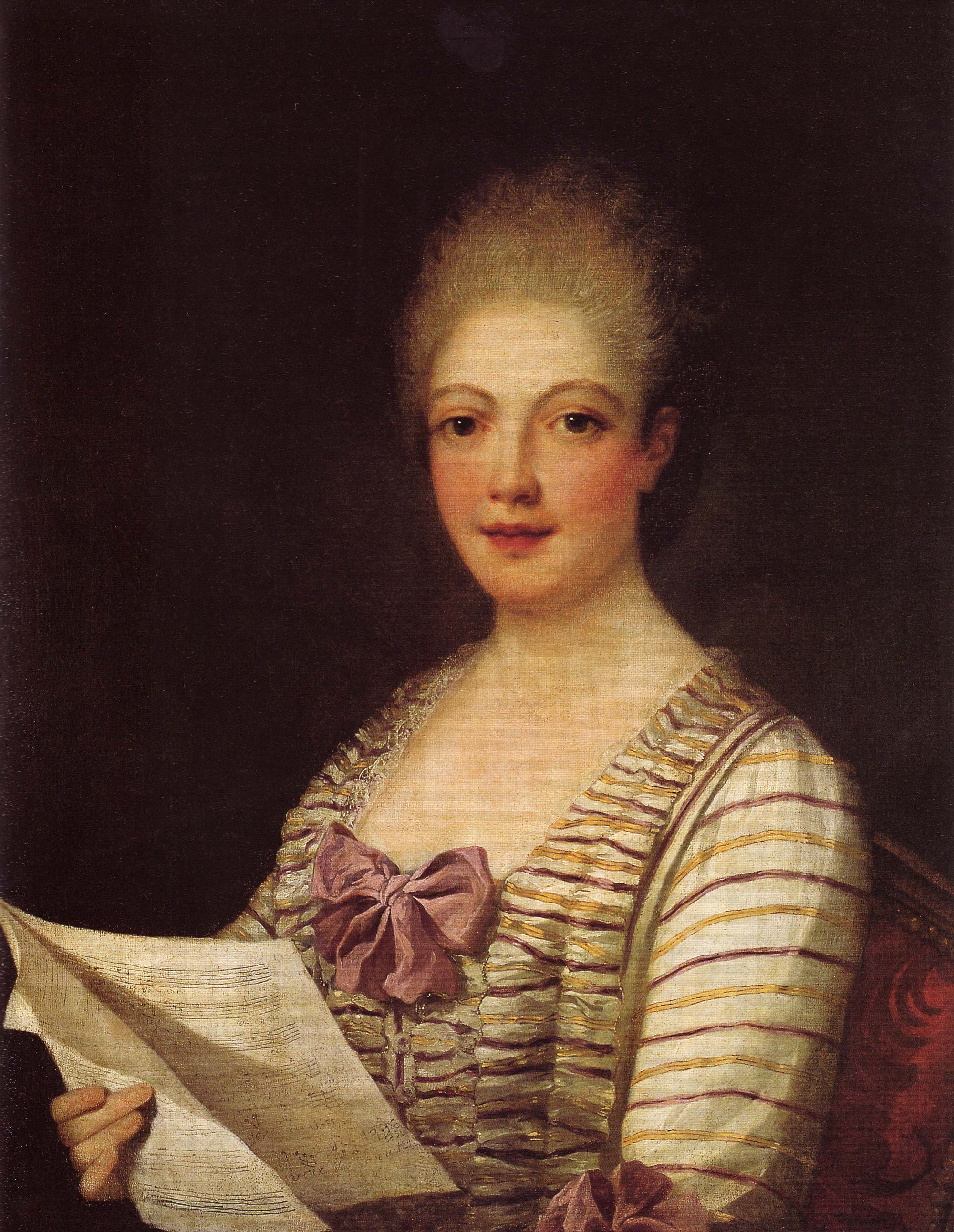
لوكريسيا أوجُياري
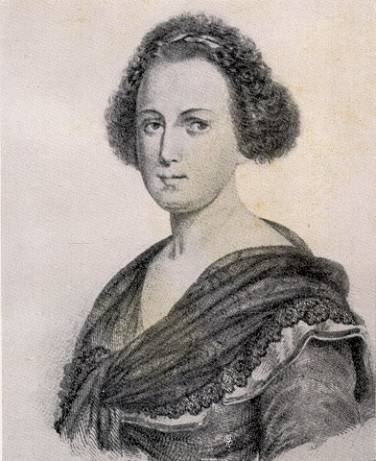
إليونورا بيمنتيل فونسيكا
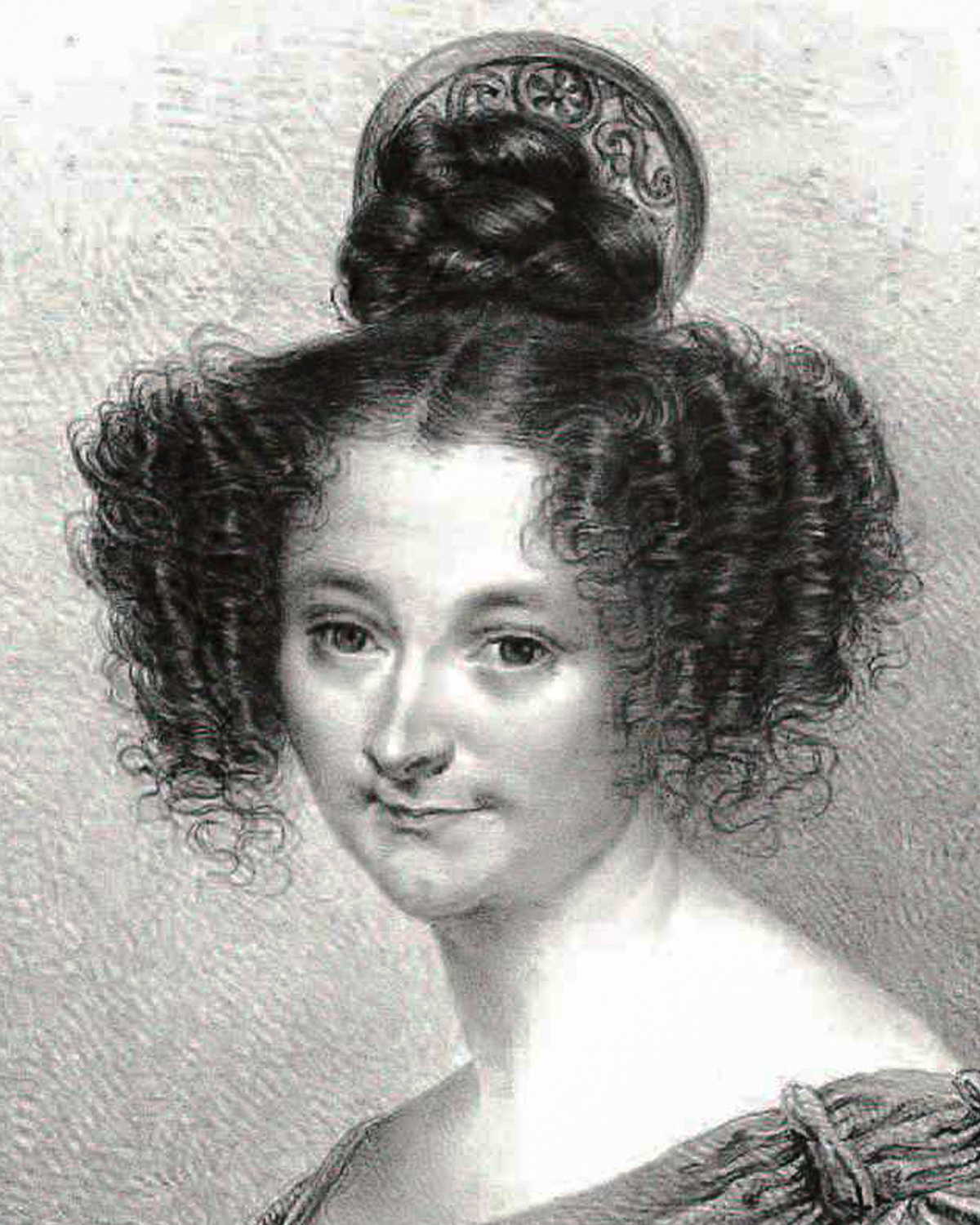
بيانكا ميليزي مويون
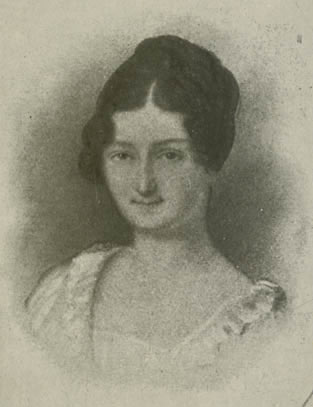
ماتيلدي فيزكونتيني ديموبوفسكي
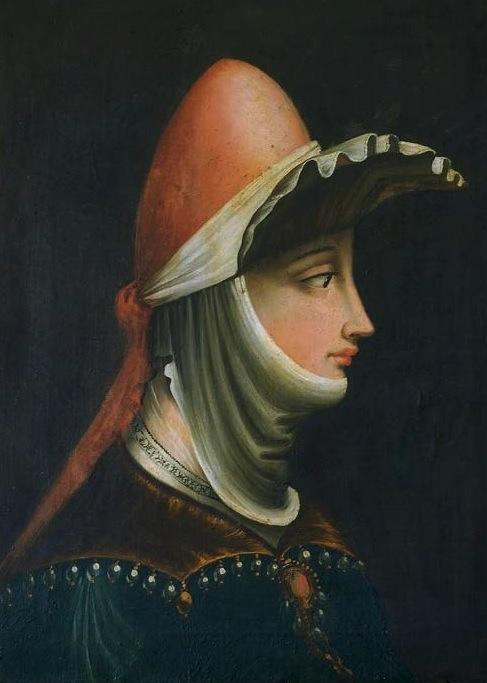
ماتيلدي
أنتونيتا دي باتشي
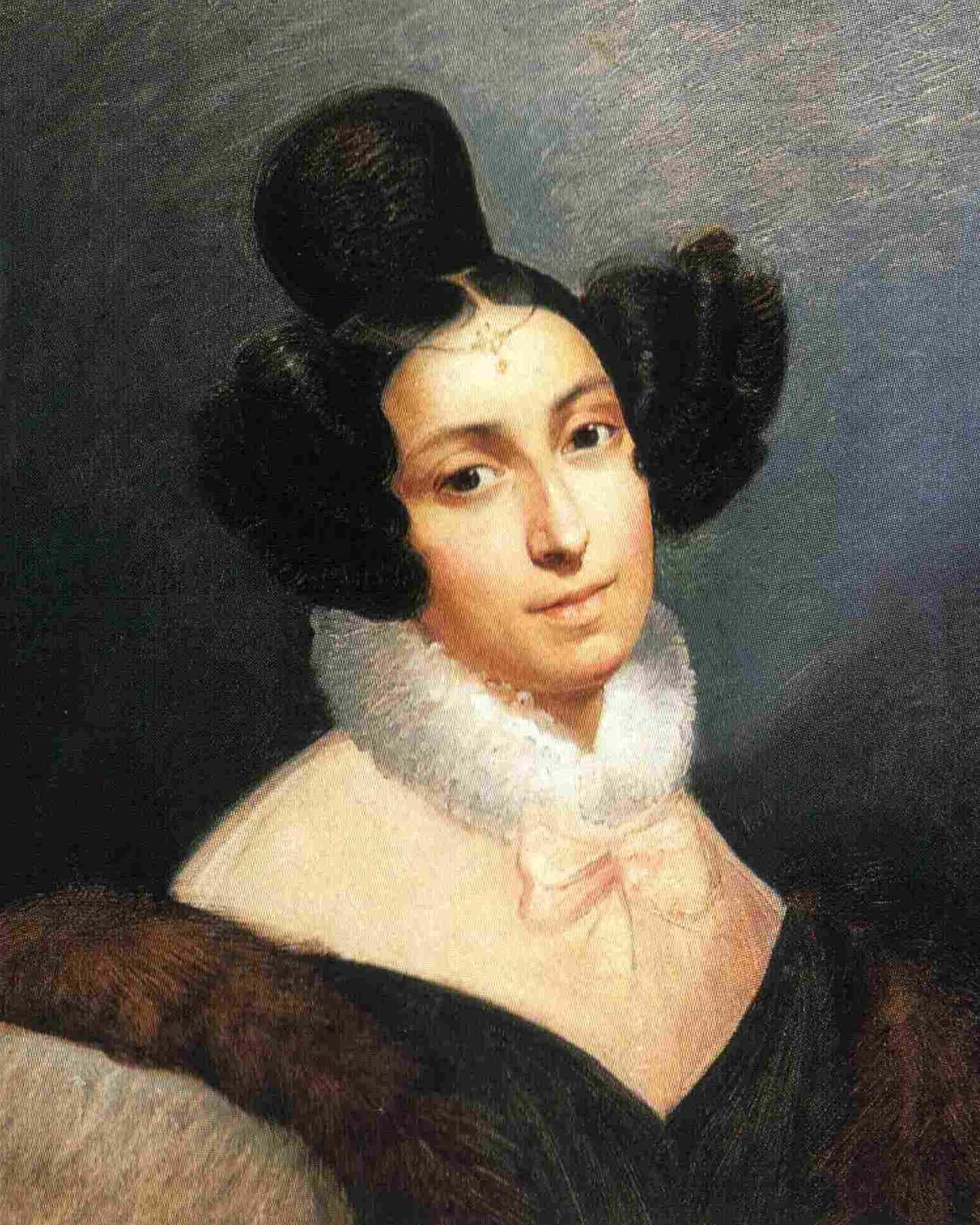
جوديتا بيليرو سيدولي
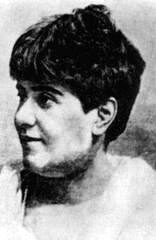
ماتيلدي سيراو
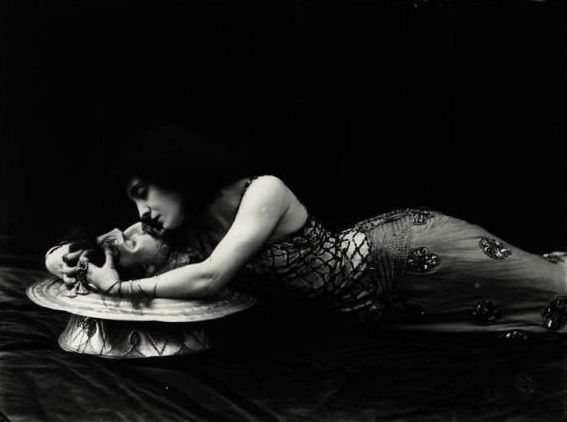
ليديا بوريللي
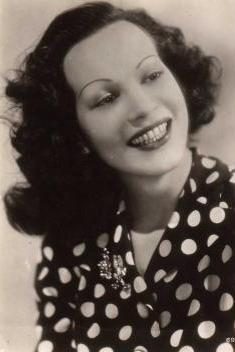
لويزا فيريدا
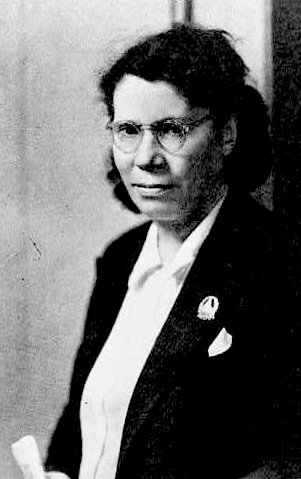
تيريزا نوتشي
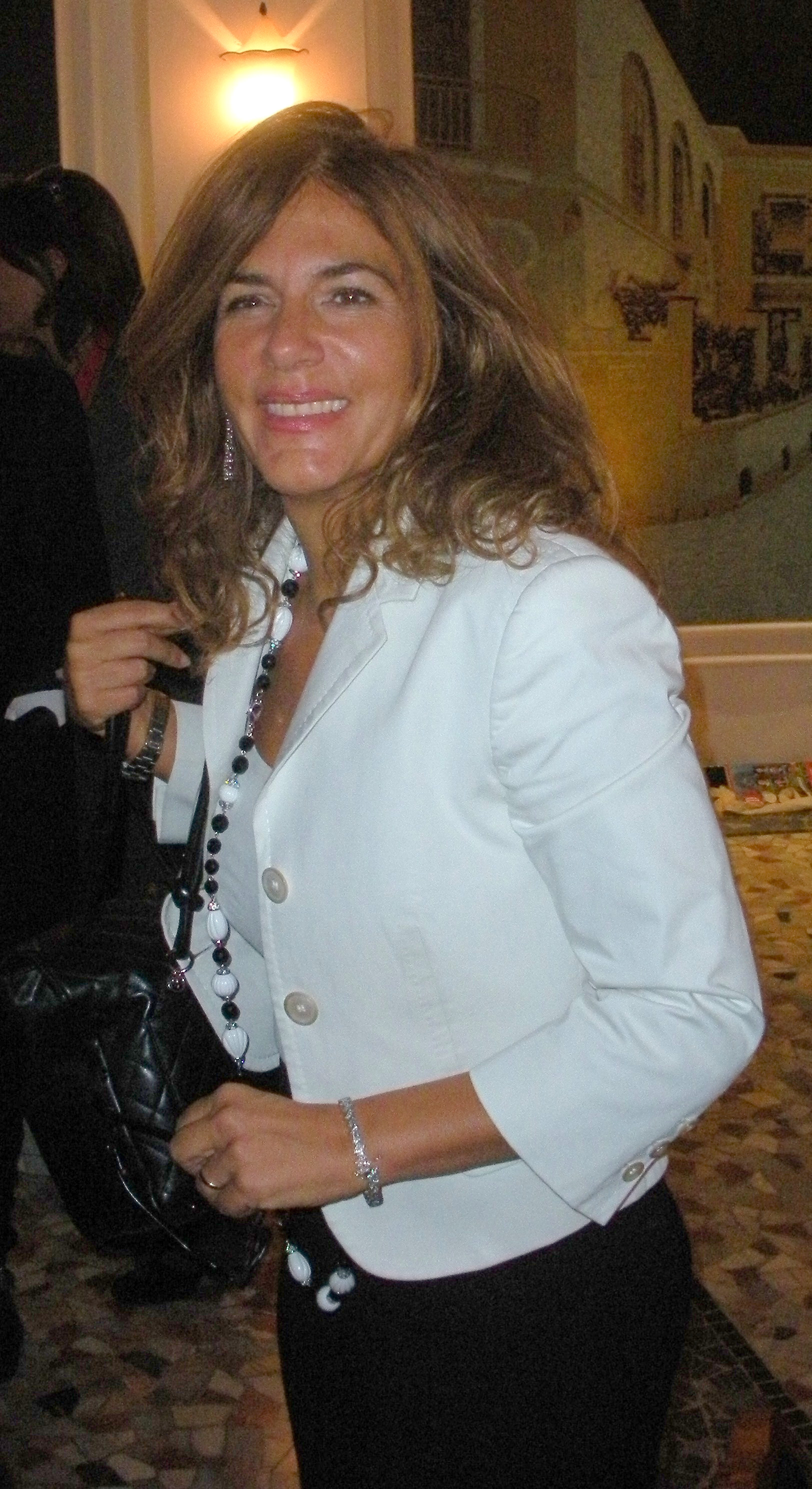
إيما مارتشيجاليا
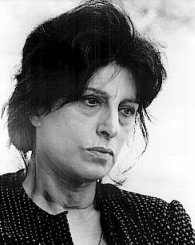
آنا ماغناني
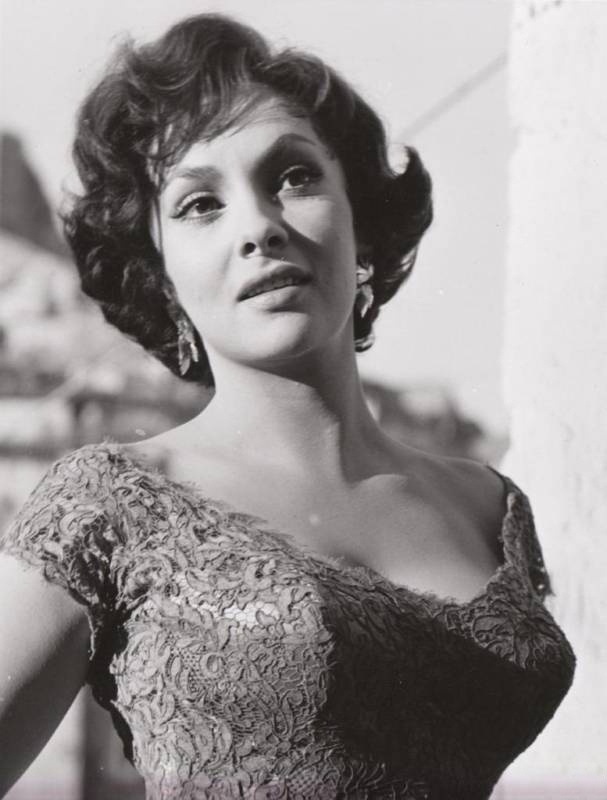
جينا لولو بريجيدا
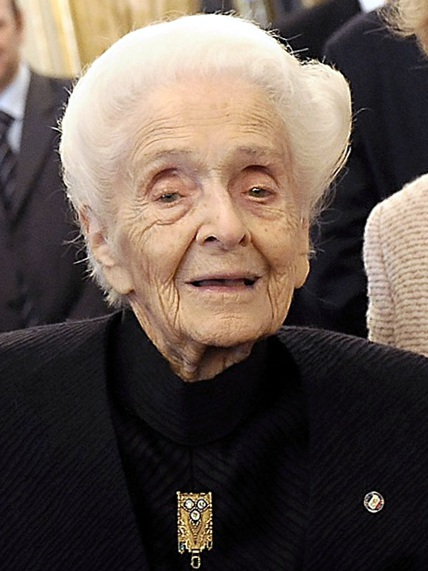
ريتا ليفي مونتالشيني
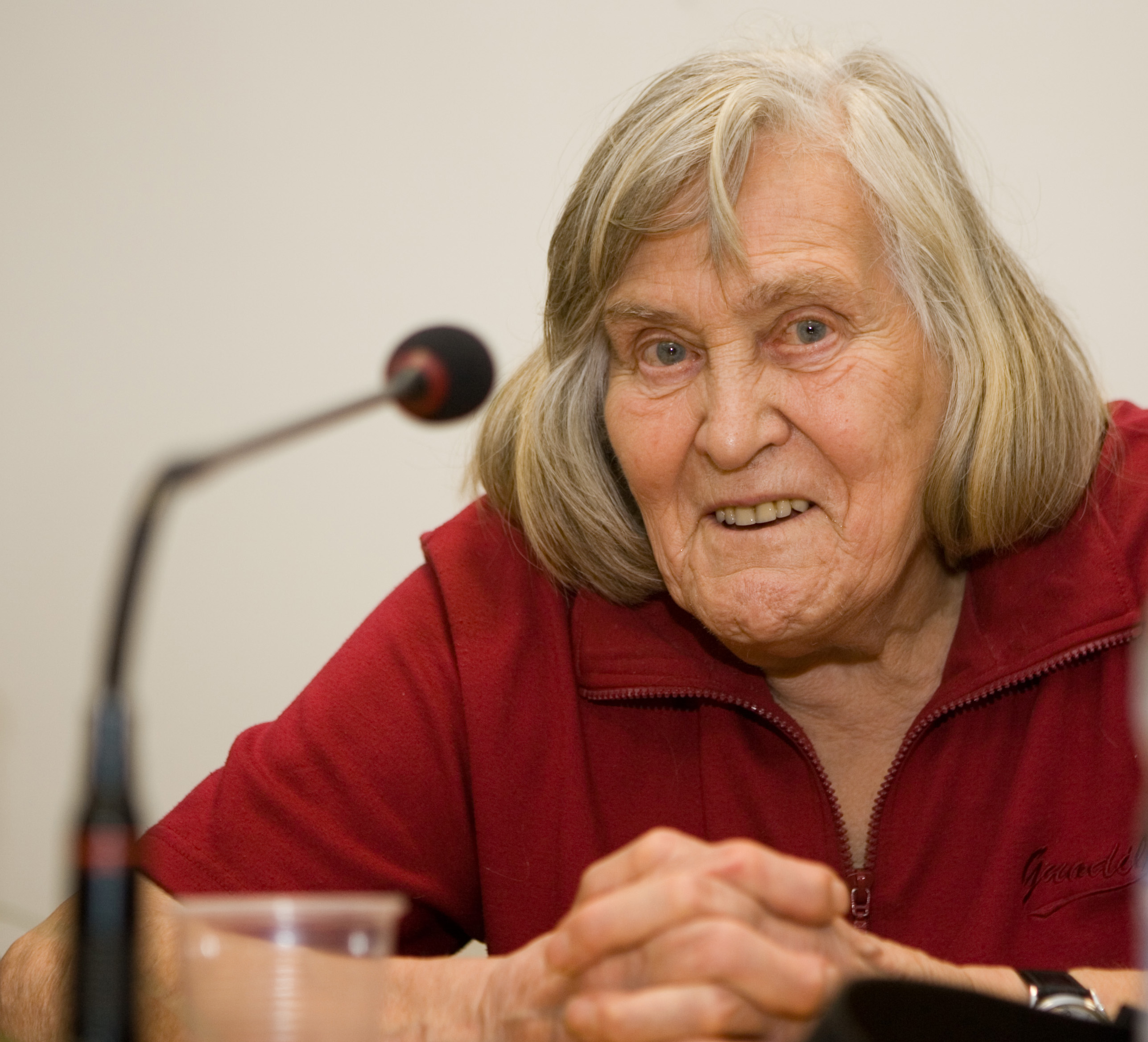
مارغريتا هاك
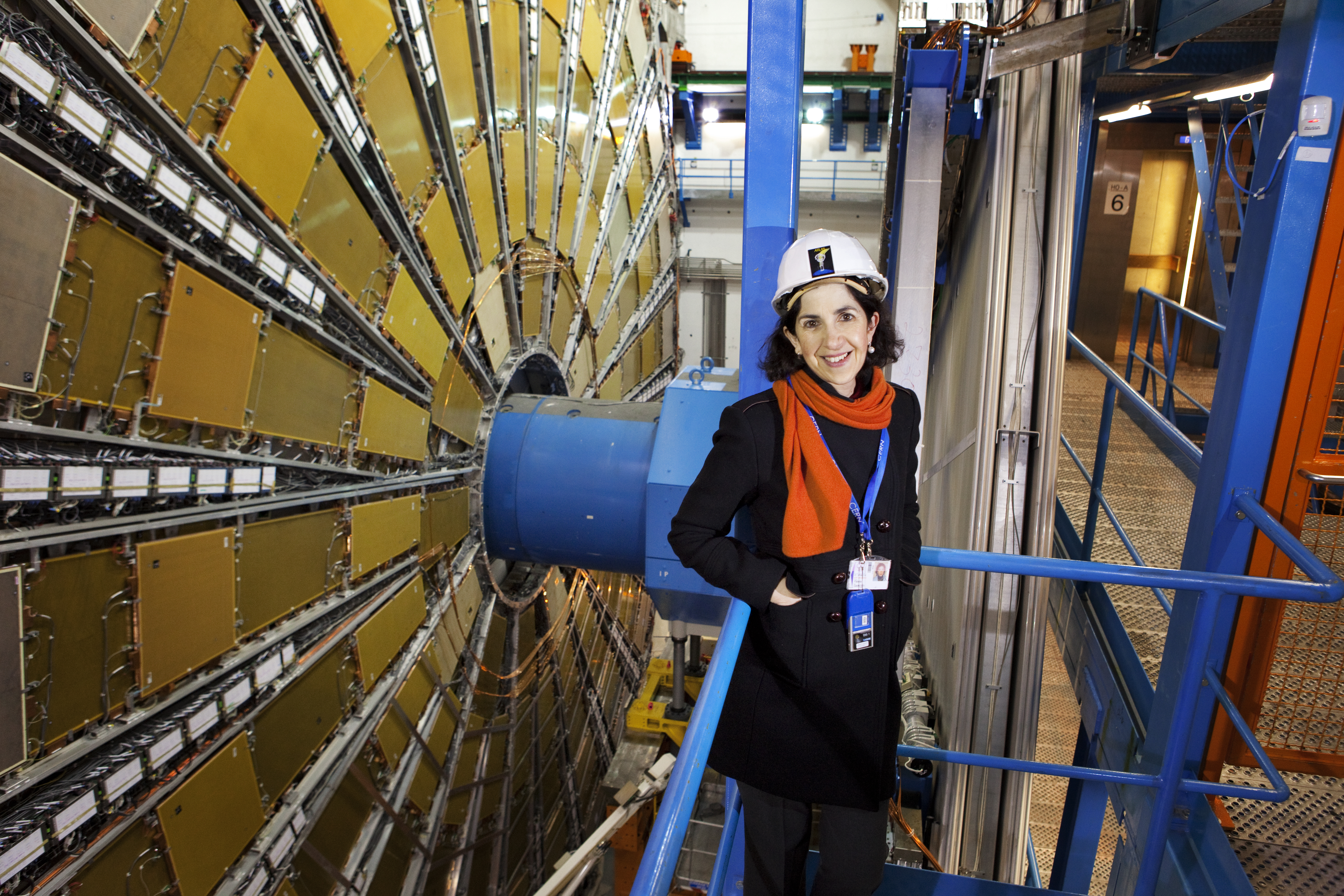
فابيولا جانوتي
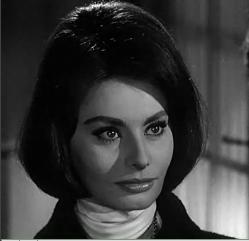
صوفيا لورين في أحد أفلامها
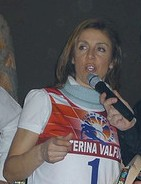
ديبوار كومبانيوني
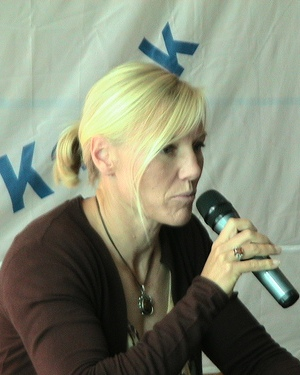
يوزيفا إديم
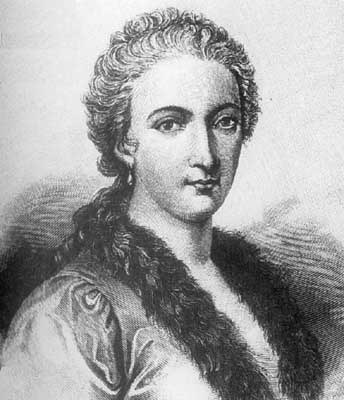
ماريا غايتنا أنيزيأما